# Yaoundé
Yaoundé, souvent appelé Ongola en béti, langue de l'ethnie autochtone, la « ville aux sept collines/montagnes », est la capitale politique du Cameroun. Peuplée de 2 765 000 d'habitants en 2015, elle est, avec Douala, la ville la plus peuplée de cet État et de la zone CEMAC.
Communauté urbaine constituée de sept communes d'arrondissement, chef-lieu de la région du Centre et du département du Mfoundi (les limites administratives se confondant avec celles du département), Yaoundé abrite les sièges des institutions et administrations camerounaises.

## Géographie

### Situation
La ville de Yaoundé est située au sud de la région du Centre et est éloignée de 250 km à l'est des côtes du Golfe du Biafra. Ce site de montagnes se décompose en trois unités topographiques inscrites dans un socle rocheux de gneiss précambrien : la barrière d'inselbergs au Nord-Ouest dominée par les monts Mbam Minkom (1 295 m) et le mont Nkolodom (1 221 m) et au sud-ouest avec le mont Eloundem (1 159 m) ; un ensemble de collines de 600 à 700 m d'altitude et de plateaux ; les vallées appelées également élobis.
Les différents quartiers s'ordonnent en fonction du relief accidenté du site de la ville. Les routes et les bâtiments se développent principalement sur les hauteurs des différentes collines, tandis que les bas-fonds marécageux laissent souvent place à de l'agriculture vivrière, à la végétation et à de nombreux petits cours d'eau. Quelques-uns parmi eux sont les rivières Mfoundi, Ékozoa, Biyeme et Mefou. Près du centre administratif de Yaoundé se trouve un lac appelé « Lac municipal de Yaoundé », crée en 1951-1952. Les bas-fonds marécageux sont également une réserve foncière pour le développement de l'habitat précaire : le géographe Martin Luther Djatcheu a montré comment ce type d'habitat autoconstruit s'est développé dans les parties inondables de la ville, à la suite de la forte croissance démographique.

### Climat
La ville de Yaounde se situe sous un climat tropical de savane caractérisé par de nombreux mois de fortes pluies. La saison sèche s'étend de fin novembre à février. La saison des pluies connait un affaiblissement des précipitations en juillet et août.
Le climat de Yaoundé est tropical, bien que tempéré par l'altitude, avec une saison sèche de décembre à février et une saison des pluies de mars à novembre. Les pluies diminuent un peu en juillet et août, bien que le ciel soit souvent nuageux.
la température moyenne du mois le plus froid (août) est de 23,2 °C, celle du mois le plus chaud (février) est de 25,8 °C.

Les précipitations totalisent 1540 millimètres par an : elles sont donc abondantes. Dans les mois les moins pluvieux (janvier, décembre) elles s'élèvent à 20 mm, dans le mois le plus pluvieux (octobre) elles s'élèvent à 295 mm. Voici la moyenne des précipitations.
| Mois                              | jan. | fév. | mars  | avril | mai   | juin  | jui. | août  | sep.  | oct.  | nov. | déc. | année   |
| --------------------------------- | ---- | ---- | ----- | ----- | ----- | ----- | ---- | ----- | ----- | ----- | ---- | ---- | ------- |
| Température minimale moyenne (°C) | 19,6 | 20,3 | 20,3  | 20,3  | 20,2  | 19,9  | 19,9 | 19,3  | 19,3  | 19,2  | 19,6 | 19,5 | 19,8    |
| Température maximale moyenne (°C) | 29,6 | 31   | 30,4  | 28,6  | 28,8  | 27,7  | 26,5 | 26,5  | 27,5  | 27,8  | 28,1 | 28,5 | 28,5    |
| Précipitations (mm)               | 19   | 42,8 | 124,9 | 171,3 | 199,3 | 157,1 | 74,2 | 113,7 | 232,3 | 293,6 | 94,3 | 18,6 | 1 541,1 |

## Histoire

### Origine

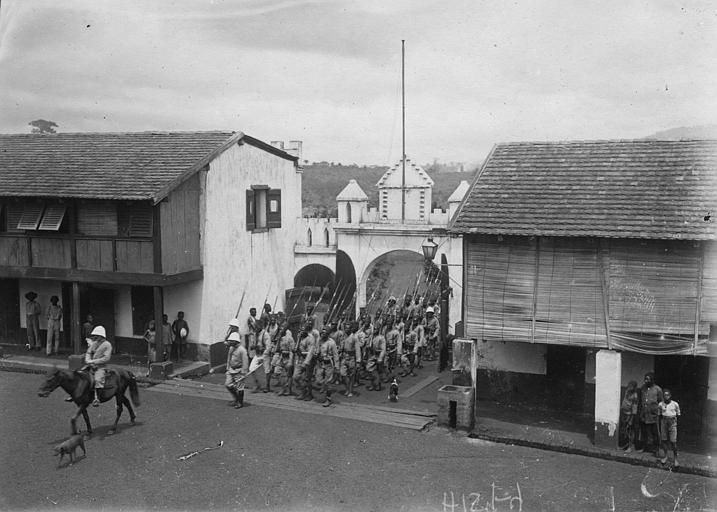
Arrivée des tirailleurs au poste de Yaoundé (1917)

Fondée en 1889 par les Allemands, Yaoundé est structurée ensuite par les Français dès 1916. Dans le but de pénétrer la zone de la forêt, l'administration coloniale allemande a organisé deux expéditions vers l'Hinterland de la côte camerounaise. Pendant que l'expédition sous le commandement d'Eugen Zintgraff se dirige au nord-ouest, celle des lieutenants Richard Kund et Hans Tappenbeck se rend à Kribi pour ensuite pouvoir contourner la zone d'influence des peuples Sawa par l'est.

### Étymologie
En février 1888, partis de Grand Batanga, les lieutenants Kund et Tappenbeck arrivent dans une région à moins de 100 km des rives du Sanaga. Ils y aperçoivent des planteurs d'arachides, des Ewondo, dans cet endroit vallonné et leur demandent où ils se trouvent,.
Les planteurs n'ayant probablement pas compris la question répondirent dans leur langue, qu’ils étaient des Mia wondo (litt. « semeurs d'arachides »), expression que les Allemands ont perçue comme la réponse à la question qu'ils avaient posée, transcrivant approximativement le nom de l'endroit en Jaundo ou Jaunde,,.
Cette explication sur l'origine du nom de la ville n'est, malgré sa popularité, pas prouvée, car Kund et Tappenbeck faisaient une différence entre le paysage du pays Jaunde et le poste qu'ils appelaient Jeundo. Ce n'est que pendant l'époque de Georg August Zenker (décembre 1889 - mai 1895) que le nom Jaunde est devenu commun dans les textes de l'administration coloniale allemande.
Les populations locales surnomment la ville du nom de Ngola, qui vient du terme Ongola qui signifie « clôture » en ewondo et se réfère au mur de l'ancien poste allemand. Pour d'autres historiens, la clôture était celle qui protégeait le village d'Epsum signifiant « chez Essomba » ou N'tsonum qui signifie « chez Essono Ela », situé alors sur le site de Yaoundé.

### Fondation
À la limite septentrionale de la forêt et au milieu des deux fleuves importants (le Nyong et la Sanaga), l'expédition allemande a trouvé en février 1888 un accord avec un des chefs locaux du nom d'Esono Ela, pour créer un poste.
Yaoundé fut dès sa fondation un poste scientifique, puis dès 1895 un poste militaire sur une colline du pays ewondo. Elle se développa grâce à des commerçants allemands, comme base pour le commerce de l'hévéa et de l'ivoire.

### Premières grandes constructions

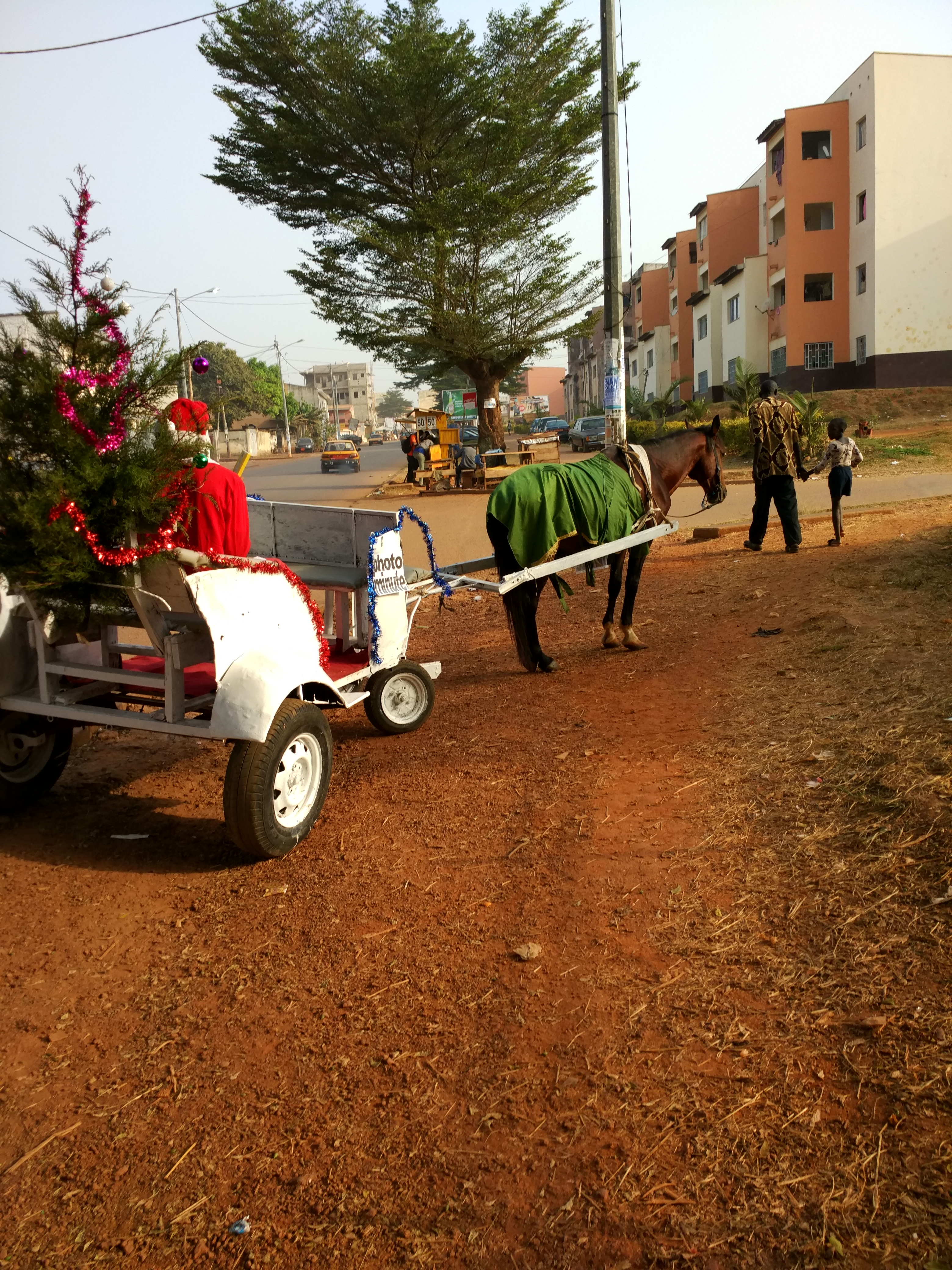
Mendong.

Les premières constructions de Mvolyé datent de 1901 à 1907, alors que le palais de Charles Atangana d’Efoulan a été construit entre 1904 et 1910, mais le plus vieux bâtiment de la ville est situé derrière le ministère des finances, à côté du petit cimetière allemand. Il a été construit d'abord par Georg Zenker et ensuite complété par Hans Dominik entre 1896 et 1899.
Durant la Première Guerre mondiale, la chute de Douala intervient dès le début du conflit le 27 septembre 1914. Les Allemands se replient dès lors à Yaoundé et en font provisoirement la capitale de leur colonie. À partir de janvier 1916, Yaoundé fut occupée par les troupes alliées (françaises, britanniques et belges) marquant la fin de la présence allemande dans la région (ces derniers se repliant vers le Sud du Cameroun et la Guinée espagnole — actuelle Guinée équatoriale —),. Dès cette période Yaoundé, comme une grande partie de l'ex-colonie allemande, fut administré par les Français. Après la guerre en 1919, le territoire fut officiellement placé sous mandat français.
Sa croissance fut d'abord assez lente, l'exode rural privilégiant Douala, puis s'accéléra après 1957 en raison de la crise du cacao et des troubles intérieurs touchant principalement la région de Douala.
Des « émeutes de la faim » éclatent fin février 2008 et sont brutalement écrasées, faisant une centaine de morts.

## Populations et société

### Démographie
La ville de Yaoundé s’étend sur 304 km2 dont une superficie urbanisée de 183 km2 et abrite une population estimée, en 2020, à 4 100 000 habitants, soit une densité moyenne de 13 486 habitants par kilomètre carré. La population connaît un accroissement de près de 100 000 habitants chaque année.
En 1960, au moment de l'indépendance du pays, Yaoundé ne comptait que 100 000 habitants. L'office Orstom a relevé une croissance de la population de Yaoundé proche de 9,5 % de 1926 à 1980, les immigrés constituant les deux tiers de la population urbaine.
| 1926  | 1933  | 1939  | 1945   | 1952   | 1953   | 1957   | 1962   | 1964    |
| ----- | ----- | ----- | ------ | ------ | ------ | ------ | ------ | ------- |
| 5 865 | 6 500 | 9 080 | 17 311 | 31 783 | 36 786 | 58 099 | 89 969 | 109 185 |

| 1969    | 1976    | 1980    | 2005      | 2015      | - | - | - | - |
| ------- | ------- | ------- | --------- | --------- | - | - | - | - |
| 165 810 | 313 706 | 443 000 | 1 817 524 | 2 765 000 | - | - | - | - |

### Langues
L'ewondo ou plus exactement le kóló est la langue nationale la plus parlée à Yaoundé, c'est une langue bantoue, dialecte de la langue Beti (Yaunde-Fang) intelligible avec les Bulu, Eton et Fang, parlée dans les régions centre et sud du Cameroun. L'Ewondo-beti-fang, langue maternelle pour la plupart des locuteurs des régions du centre et sud, est enseignée de l’école primaire à l’université.
En 2014, 60,5 % des habitants de Yaoundé de quinze ans et plus savent lire et écrire le français tandis que 75,6 % savent le parler et le comprendre.

### Cultes et religion

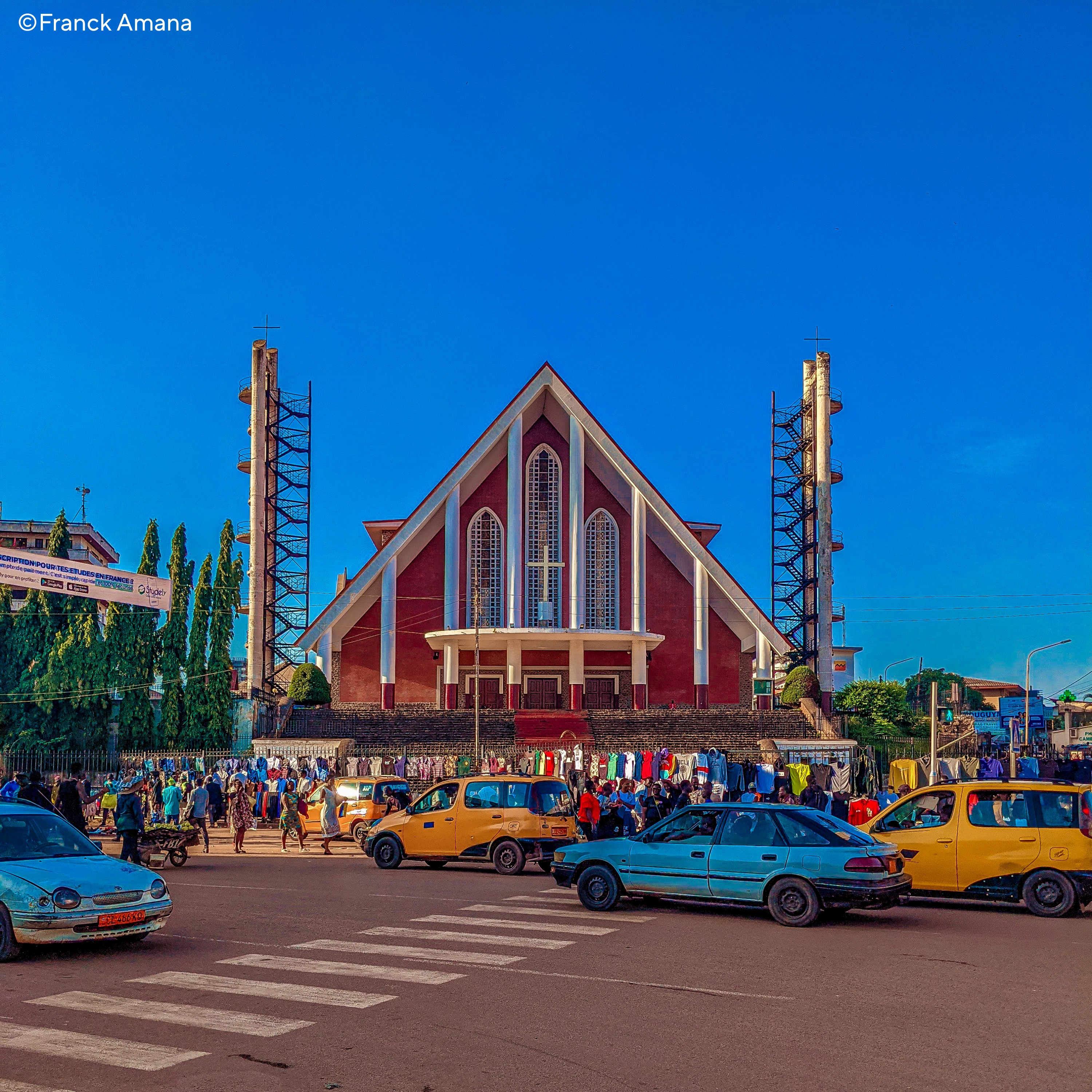
La cathédrale Notre-Dame des Victoires (Église catholique).

Parmi les lieux de culte, il y a principalement des Églises et des temples chrétiens : Archidiocèse de Yaoundé (Église catholique), Église évangélique du Cameroun (Communion mondiale d'Églises réformées), Église presbytérienne camerounaise (Communion mondiale d'Églises réformées), Union des églises baptistes du Cameroun (Alliance baptiste mondiale), Mission du plein évangile Cameroun (Assemblées de Dieu), ou encore l'église grecque-orthodoxe.
La ville compte une soixantaine de mosquées, dont les plus remarquables sont la grande mosquée de la Briqueterie et le complexe islamique de Tsinga.

## Politique et administration

### Statut et organisation administrative

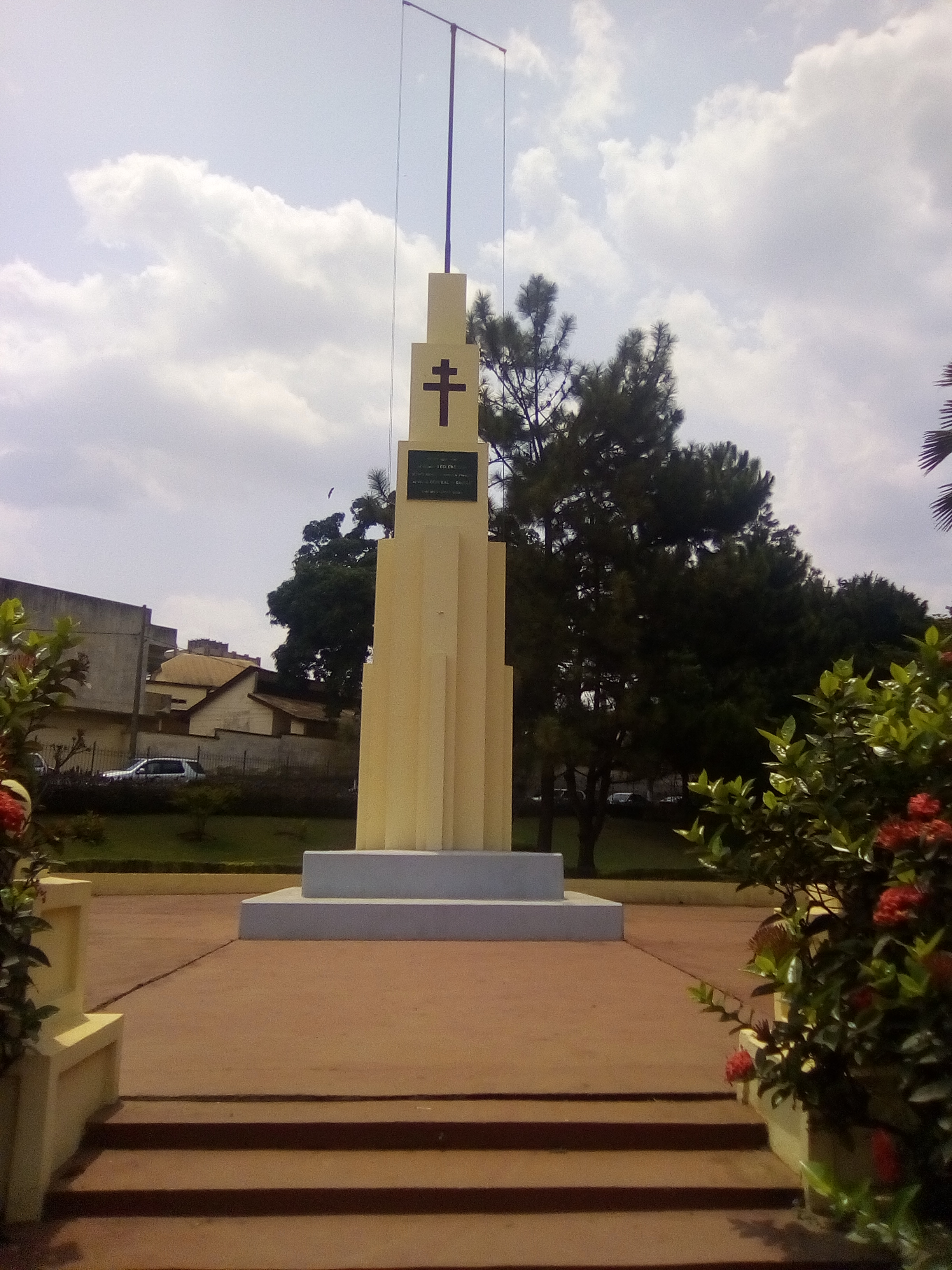
Monument du Colonel Leclerc.

Les limites administratives de la ville de Yaoundé se confondent avec le département de Mfoundi.
Le gouvernement, par la loi no 87-15 du 15 juillet 1987, a transformé la ville de Yaoundé en Communauté urbaine de Yaoundé (c'est-à-dire commune urbaine à régime spécial). Ce régime dérogatoire supprime la fonction de maire au profit d'un délégué du gouvernement nommé par la présidence.
La loi constitutionnelle du 18 janvier 1996 modifie le régime de la communauté urbaine, qui reste dirigée par un délégué du gouvernement, mais est répartie en 6 communes urbaines d'arrondissement dotées de conseils municipaux élus. Aujourd'hui, Yaoundé compte 7 communes d'arrondissement.
- Noms des administrateurs actuels de la ville
  - Gouverneur de la Région du Centre : Naseri Paul Bea (depuis mars 2017)
  - Préfet du département du Mfoundi : Emmanuel Mariel Djikdent (depuis le 18 décembre 2020)
- Les anciens délégués du gouvernement auprès de la Communauté urbaine de Yaoundé désormais appelé Maire de la ville (CUY)
  - André Fouda fut le premier maire de Yaoundé.
  - Basile Emah dirigea la CUY de 1980 à 2001. Il meurt le 29 août 2001.
  - Nicolas Amougou Noma dirigea la CUY de 2002 à 2004. Il meurt en 2004.
  - Gilbert Tsimi Evouna dirigea la CUY de 2004 à 2020. Il est le dernier DGCUY. À partir de cette date, on parle de maire de Yaoundé ; le poste revient à Luc Messi Atangana qui devient le premier « super-maire » de la ville de Yaoundé.
  - Maire de Yaoundé : Luc Messi Atangana (depuis 2020).

### Communes d'arrondissement
- Maire de Yaoundé 1 : Jean Marie Abouna  (depuis 2020).
- Maire de Yaoundé 2 : Yannick Martial Ayissi Elounddou  (depuis 2020).
- Maire de Yaoundé 3 : Lucas Owona (depuis 2020).
- Maire de Yaoundé 4 : Gabriel Bihina Efila (depuis 2020).
- Maire de Yaoundé 5 : Augustin Mballa (depuis 2020).
- Maire de Yaoundé 6 : Yoki Onana (depuis 2020).
- Maire de Yaoundé 7 : Augustin Tamba (depuis 2013).

### Ambassades, consulats et représentations étrangères
En 2021, 52 pays sont représentés à Yaoundé – notamment dans le quartier de Bastos – dont les États-Unis, la Chine, la France, l'Allemagne, le Royaume-Uni, la Belgique, le Brésil, le Gabon, la République centrafricaine, le Nigeria, la Guinée équatoriale.

## Économie
Yaoundé est avant tout une ville tertiaire. On recense cependant quelques industries : brasseries, scieries, menuiseries, tabac, papeteries, mécanique et matériaux de construction.

### Le quartier commercial
Le principal quartier commercial se trouve dans le centre-ville, aux alentours de l'avenue Kennedy. On y trouve des magasins, des boutiques, les sièges sociaux ou les représentations de certaines entreprises, des vendeurs à la sauvette.

### Le quartier des banques
Le quartier Hippodrome situé non loin de l'hôtel de ville regroupe plusieurs banques, des structures hôtelières et sociétés publiques, privées, et parapubliques.

### Les marchés
Les marchés les plus vastes et les plus renommés sont le marché Mokolo, le marché du Mfoundi et le marché central. D'autres marchés comme les marchés de Biyem-assi, Ékounou, Madagascar, Melen, Mendong, Nkol-Eton, Nsam, et celui du huitième ne sont pas négligeables.

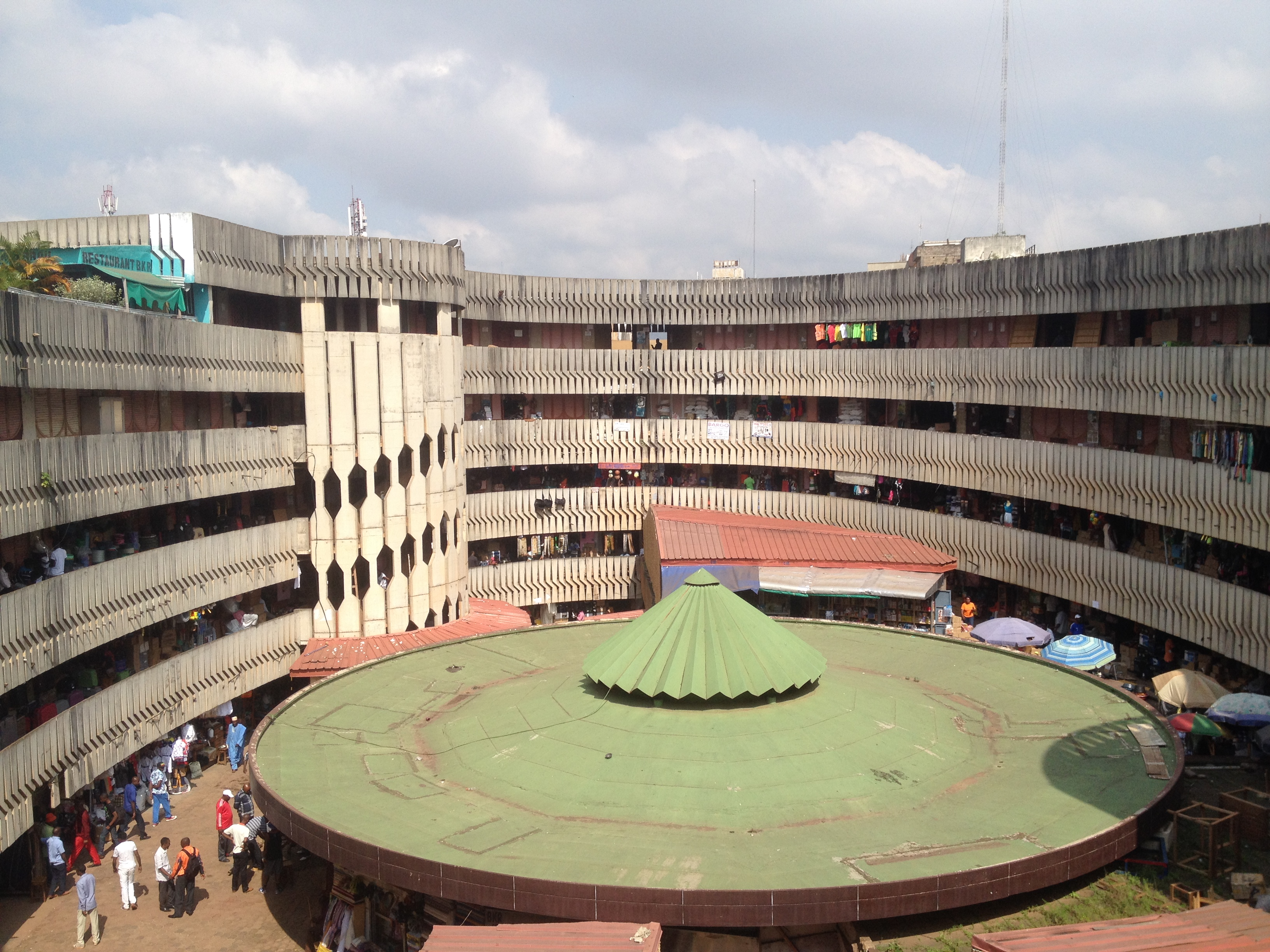
Marché central.
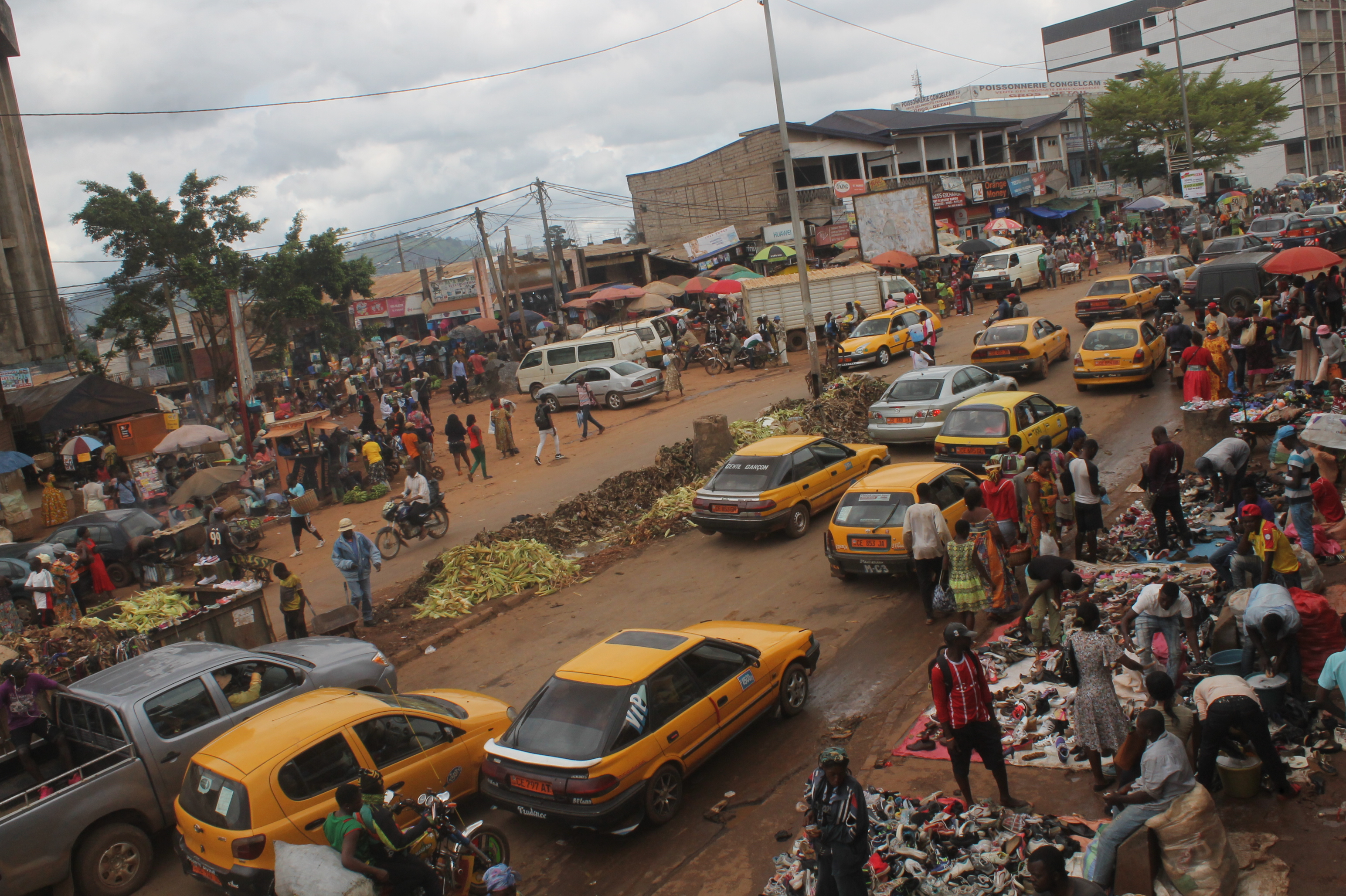
Marché Mokolo.
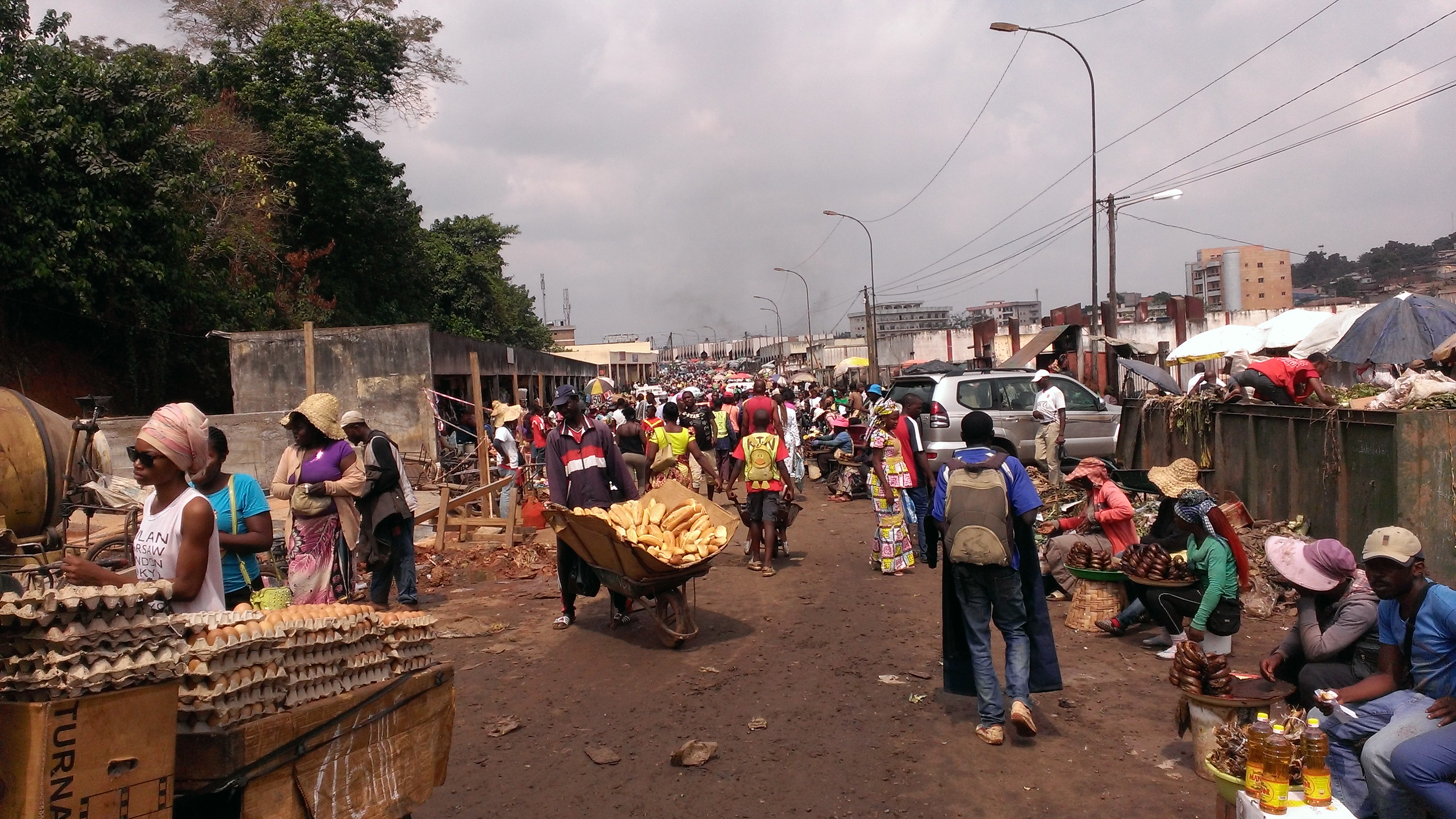
Marché du Mfoundi.
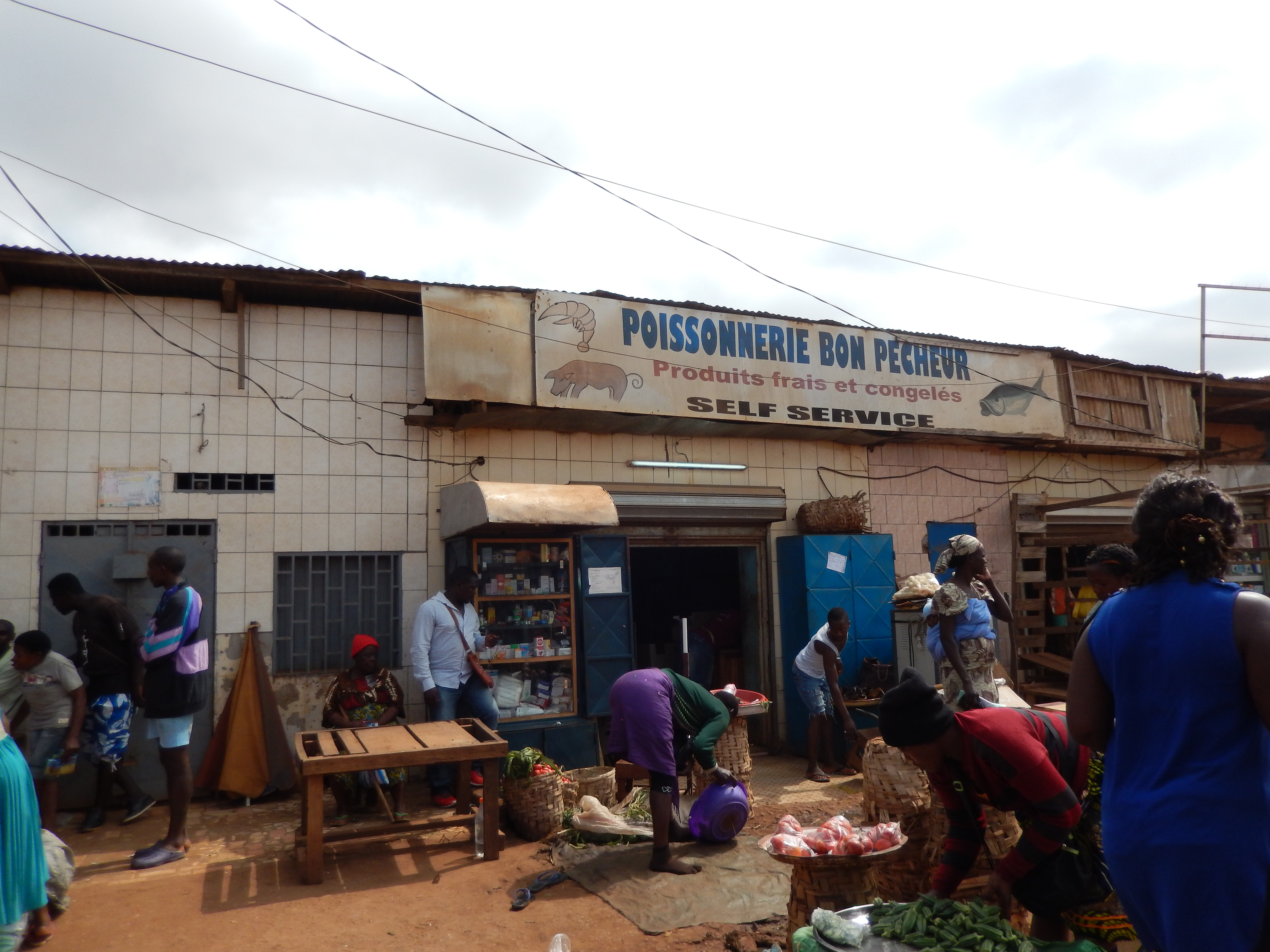
Marché d'Ékounou.
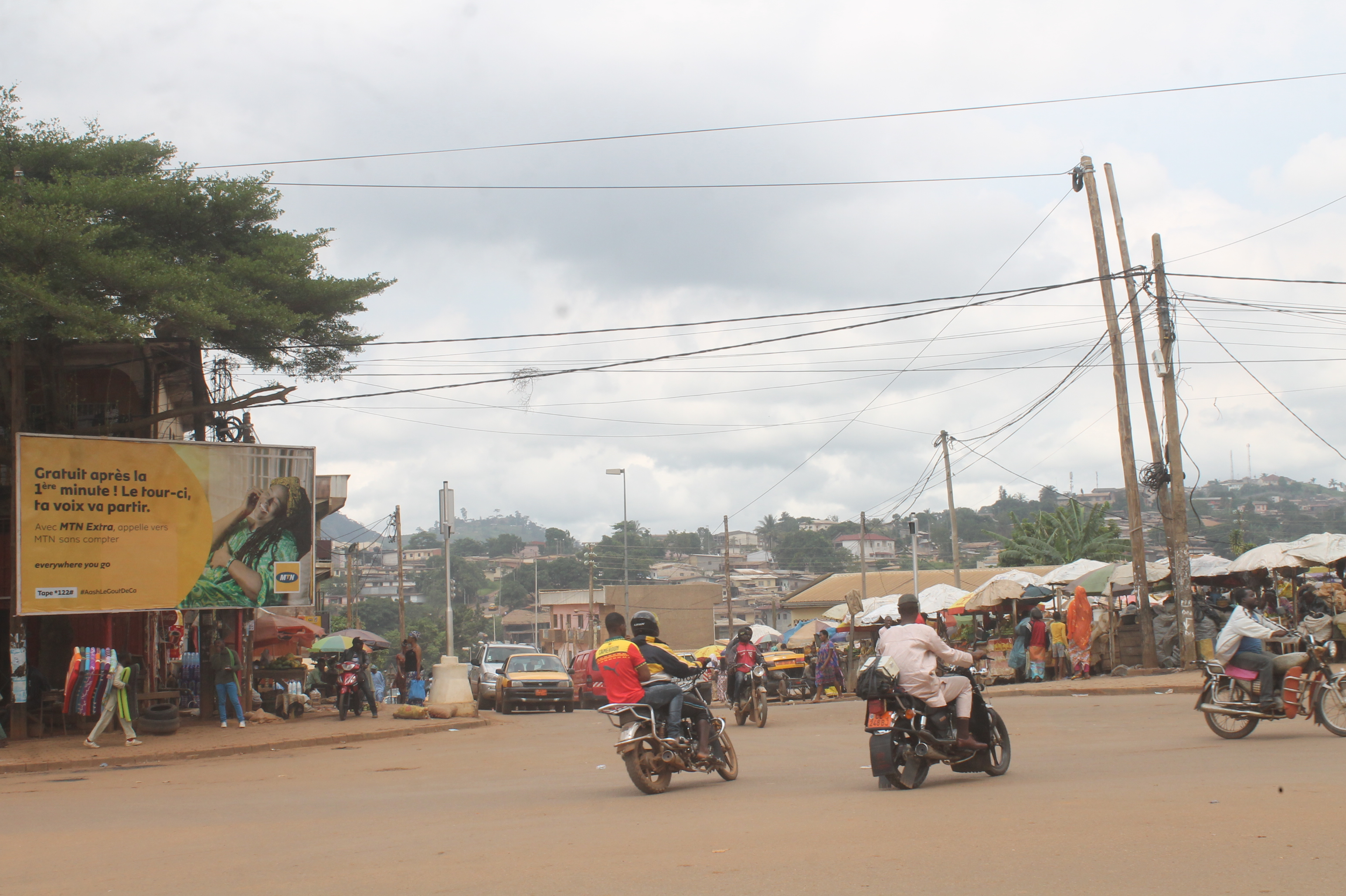
Marché de Madagascar.

### L'informel
Une majeure partie de l'économie de Yaoundé repose sur l'économie informelle, qu'il s'agisse de vendeurs à la sauvette (appelé aussi localement « sauveteurs »), de marchands ambulants (mouchoirs en papier, arachides caramélisées ou non, boissons fraîches, vêtements…) ou de petites boutiques dans les quartiers. L'informel touche aussi le secteur du logement, dans lequel de nombreux constructeurs sont en réalité des non-professionnels.

## Enseignement

### Enseignement supérieur

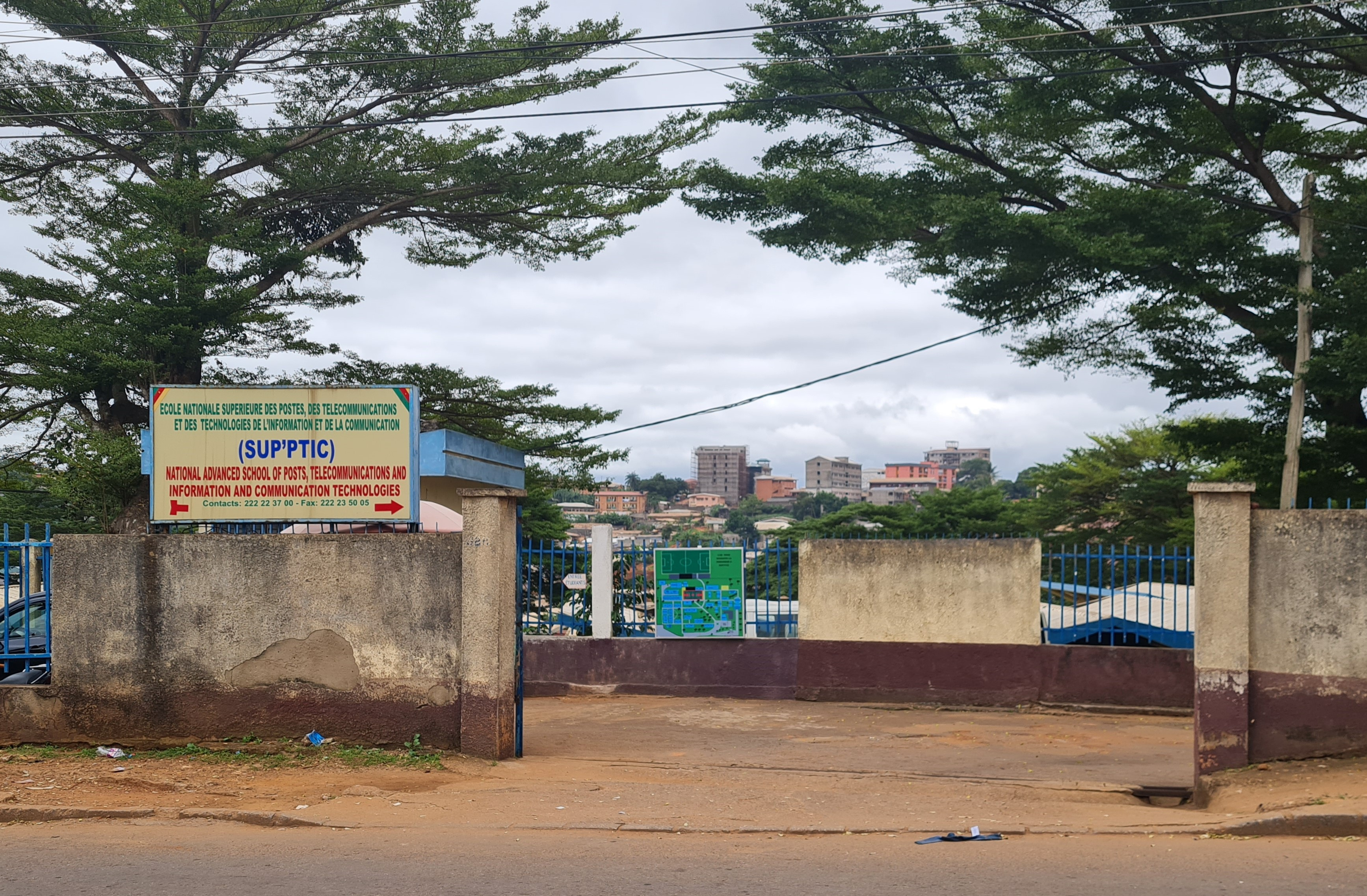
Entrée du Campus du SUP'PTIC

Yaoundé est le siège de deux universités d'État : les universités de Yaoundé I située au quartier Ngoa-Ekellé et de Yaoundé II située dans la banlieue de Soa. Plusieurs écoles supérieures sont rattachées à ces universités. Il s'agit entre autres de l'école nationale supérieure polytechnique, de l'école normale supérieure (rattachées à l'université de Yaoundé I), de l'Institut des relations internationales du Cameroun, de l'école supérieure des sciences et techniques de l'information et de la communication (ESSTIC) (rattachées a l'université de Yaoundé II). D'autres grandes écoles renommées en Afrique centrale sont situées dans la ville, comme l'école militaire interarmées (EMIA), l'École nationale d'administration et de magistrature (ENAM), et l'école nationale supérieure des postes, télécommunications et des TIC (SUP'PTIC).
L'enseignement supérieur privé est très présent dans la capitale camerounaise. On peut notamment citer des établissements comme :
- Institut Universitaire Saint Jean du Cameroun (IUSJC)

- l’Institut PrepaVogt
- l'Université catholique d'Afrique centrale (UCAC) (ouverte en 1991 avec une centaine d'étudiants, elle en accueille, en 2012, plus de 1 500),
- l'Université protestante d'Afrique centrale (UPAC),
- le Centre Universitaire Joseph N'Di Samba,
- l'Institut Siantou supérieur,
- l'Institut supérieur Matamfen,

En matière d'enseignement informatique, on trouve à Yaoundé l'antenne camerounaise de l'Institut africain d'informatique.

### Enseignement secondaire
Parmi les établissements publics se trouvent : le Lycée Général-Leclerc, le CES de Ngoa-Ekellé, le lycée de Nkol-Eton, le lycée de la Cité-Verte, le lycée de Mendong, le lycée de Biyem-Assi, le lycée de Mballa 2, le lycée d'Ekounou, le lycée de Nkoabang, le lycée technique de Nkolbisson, le lycée technique commercial de Ngoa-Ekellé, le lycée technique d’Ekounou, le lycée bilingue d'application de Ngoa-Ekellé, le lycée bilingue d'Essos,le lycée bilingue d'Etoug-Ebe, le CETIC de Ngoa-Ekellé.
Il existe plusieurs établissements d'enseignement secondaire privé à Yaoundé, parmi lesquels : le lycée français Fustel-de-Coulanges situé près de l"Hôtel de ville (lycée et collège d'enseignement français), le collège François-Xavier Vogt, le collège de la Retraite (qui sont des collèges catholiques), le collège adventiste de Yaoundé et le complexe scolaire adventiste d'Odza (qui sont des collèges adventistes), l'école américaine, le collège Jean-Tabi, le collège Père-Monti, le collègue technique Marie-Jeanne-Alégué, le petit séminaire Sainte-Thérèse de Mvolyé ainsi que l'institut Siantou, l'institut Samba ou le collège Montesquieu, l'Institut Victor-Hugo, l'Amity International College, l'Academic School of Excellence, le complexe scolaire la Gaieté.

### Enseignement primaire et maternel

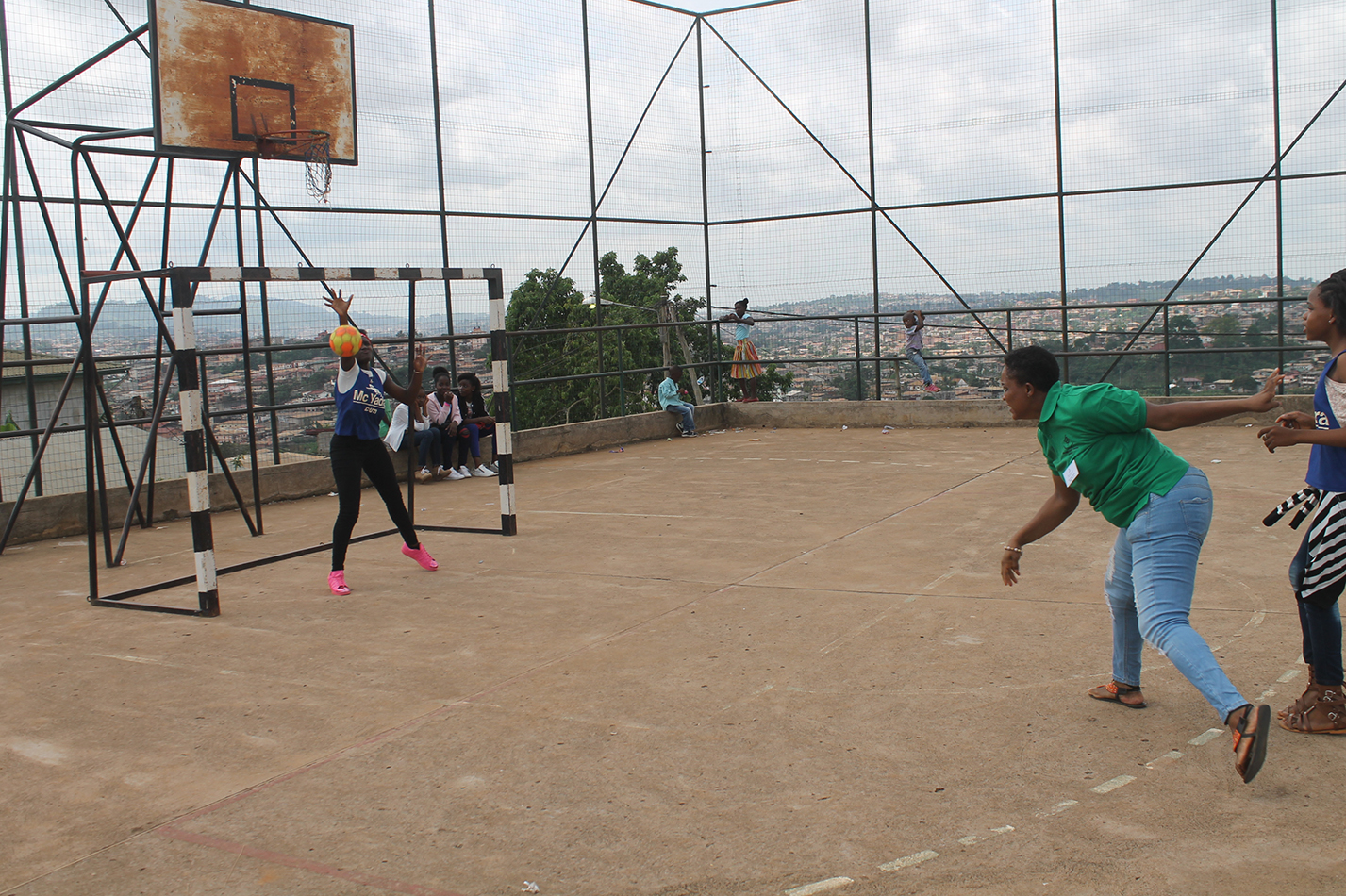
Les enfants jouent pendant la récréation dans une école de Yaoundé.

Il existe une multitude d'écoles primaires et maternelles à Yaoundé. Malgré cette abondance, les classes comportent souvent plus de 50 élèves. Les écoles clandestines sont aussi très nombreuses.

### Formation professionnelle
Il existe une multitude de centres de formations professionnelles dans la ville de Yaoundé, et à vocation diverse. Notamment dans le domaine de l’hôtellerie, la restauration, l'orientation académique en particulier Intelligentsia Corporation. Ce dernier est un groupe qui s'est spécialisé dans l'orientation académique et la préparation aux concours d'entrée dans les grandes écoles. Il est très réputé pour les cours de préparation des grandes écoles telles que l’École nationale supérieure polytechnique de Yaoundé, la Faculté de médecine de Yaoundé et Douala et aussi toutes les écoles normales d'enseignement du Cameroun.

## Transports

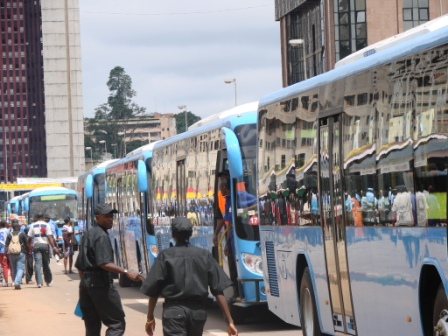
Quelques bus transportant les citoyens de Yaoundé.

Deux routes transafricaines se croisent en Yaoundé:
1. Transafricaine 3, Tripoli - Le Cap
2. Transafricaine 8, Lagos - Mombasa

Plusieurs compagnies de transport privées relient Yaoundé aux autres régions du Cameroun au moyen d'autocars. Il existe quelques lignes de bus desservant les principales artères de la ville. Globalement, l'état du parc automobile est très dégradé, en dépit du contrôle technique annuel obligatoire. L'état des routes dans les quartiers hors centre-ville n'y est pas étranger (nombreux nids-de-poule).
Le moyen de déplacement le plus utilisé à Yaoundé est le taxi collectif. Il existe aussi des motos-taxis qui ne prennent qu'un ou deux passagers à la fois et sont plus rapides. Cependant, ceux-ci ne respectent qu'approximativement le code de la route. Une minorité de familles possède une ou plusieurs voitures personnelles.
La gare de Yaoundé dessert le Transcamerounais qui relie Nkongsamba à Ngaoundéré en passant par Douala.
La ville est reliée par le transport aérien avec l'aéroport international de Yaoundé-Nsimalen.

## Urbanisme

### Voirie

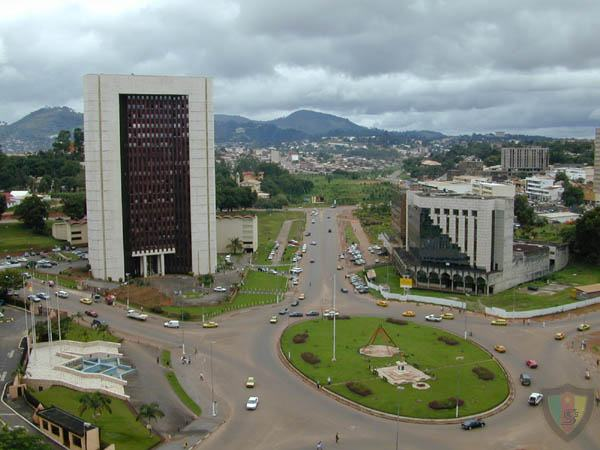
La place du 20 mai

Yaoundé est dotée de routes dont le nombre et l'état sont parfois insuffisants. Toutefois les artères principales de la ville ont un entretien et un développement acceptable. Les travaux engagés ces dernières années[Quand ?] par la Communauté urbaine de Yaoundé ont permis de rénover des routes existantes, ainsi que de créer ou de goudronner de nouvelles routes. Des travaux d'élargissement de voies ont eu lieu, en particulier dans les quartiers d'Elig-Ezoa, de Nlongkak ou d'Émana.

## Architecture
La majorité des bâtiments publics de Yaoundé datent de plusieurs décennies. Parmi les bâtiments les plus imposants, on peut citer le siège de la BEAC, la tour de la SNI (Société nationale d'investissements), l'hôtel Hilton, le Palais de l'Unité ou Palais d’Etoudi qui abrite la présidence de la république, le palais des congrès, l'hôtel Mont-Fébé, le Palais des sports ou les bâtiments ministériels. Un grand nombre de bâtiments contemporains dont l'architecture a été fortement influencée par le mouvement moderne brutaliste pendant la période des années 1950 à 1980, puis par le style international avec ses immeubles en verre et acier.

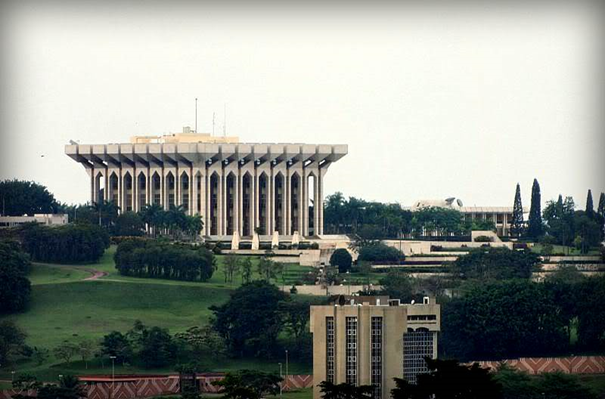
Palais de l'Unité, résidence du président de la république.
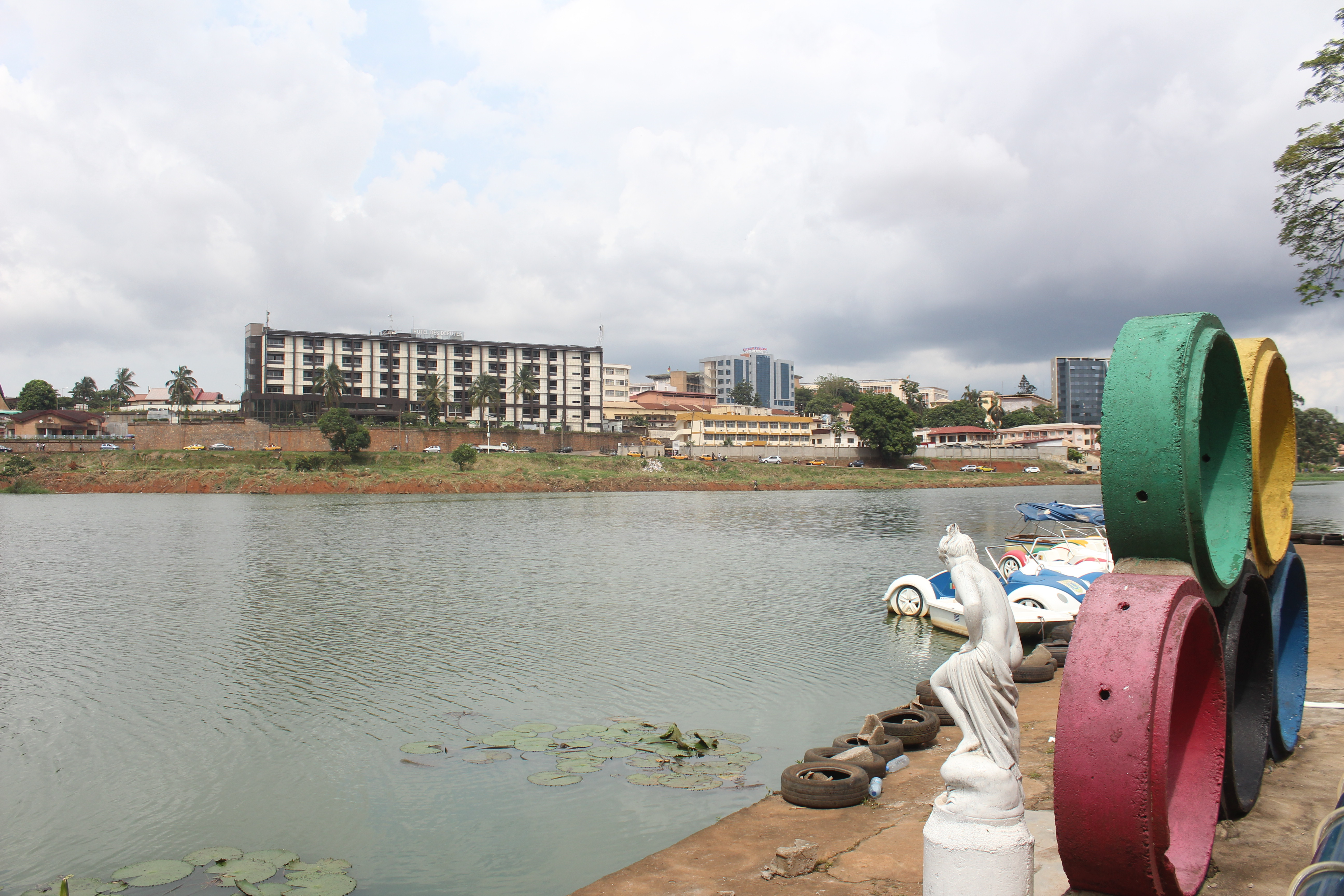
Le bord du lac municipal.
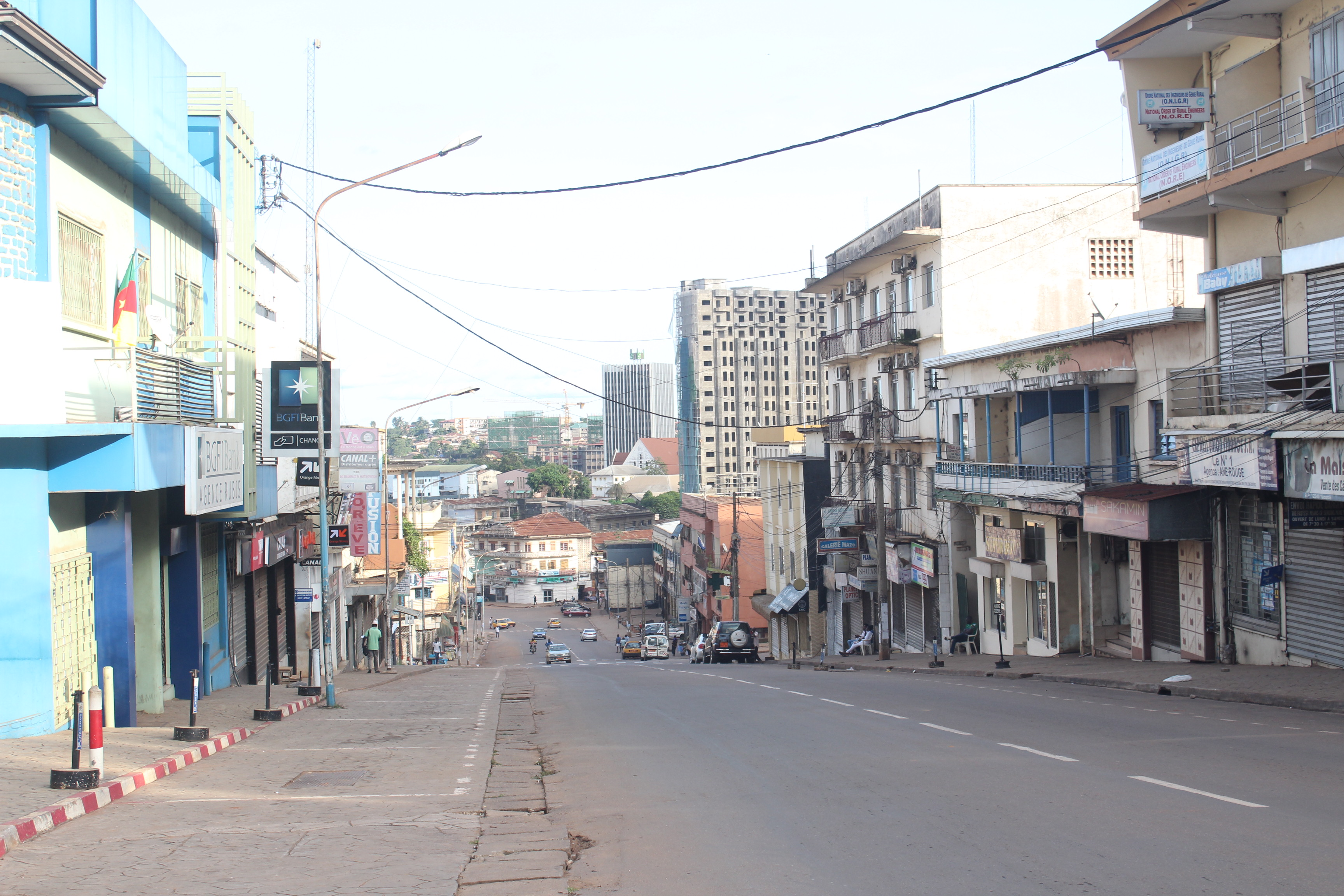
Montée Anne Rouge.
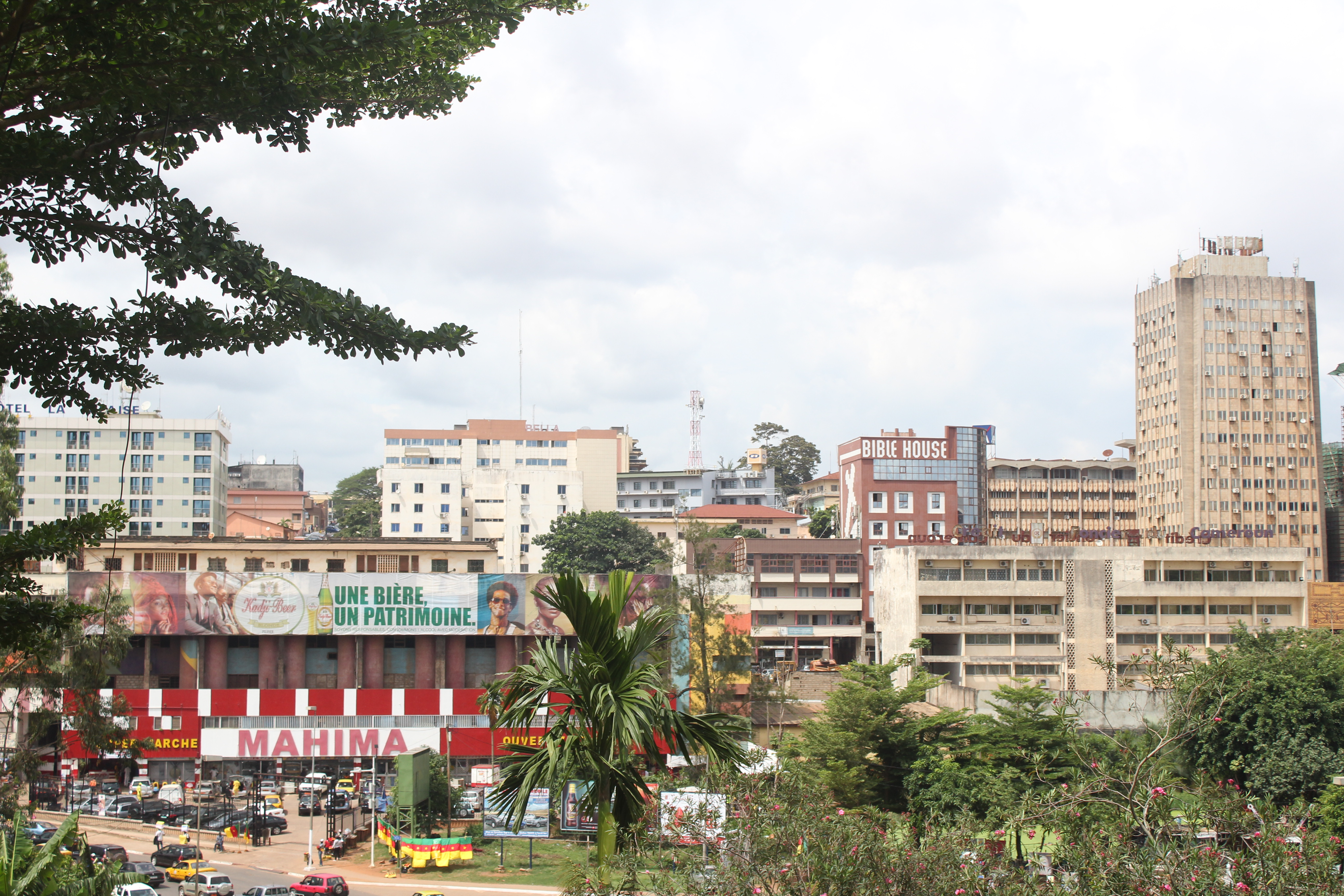
Centre commercial Warda.
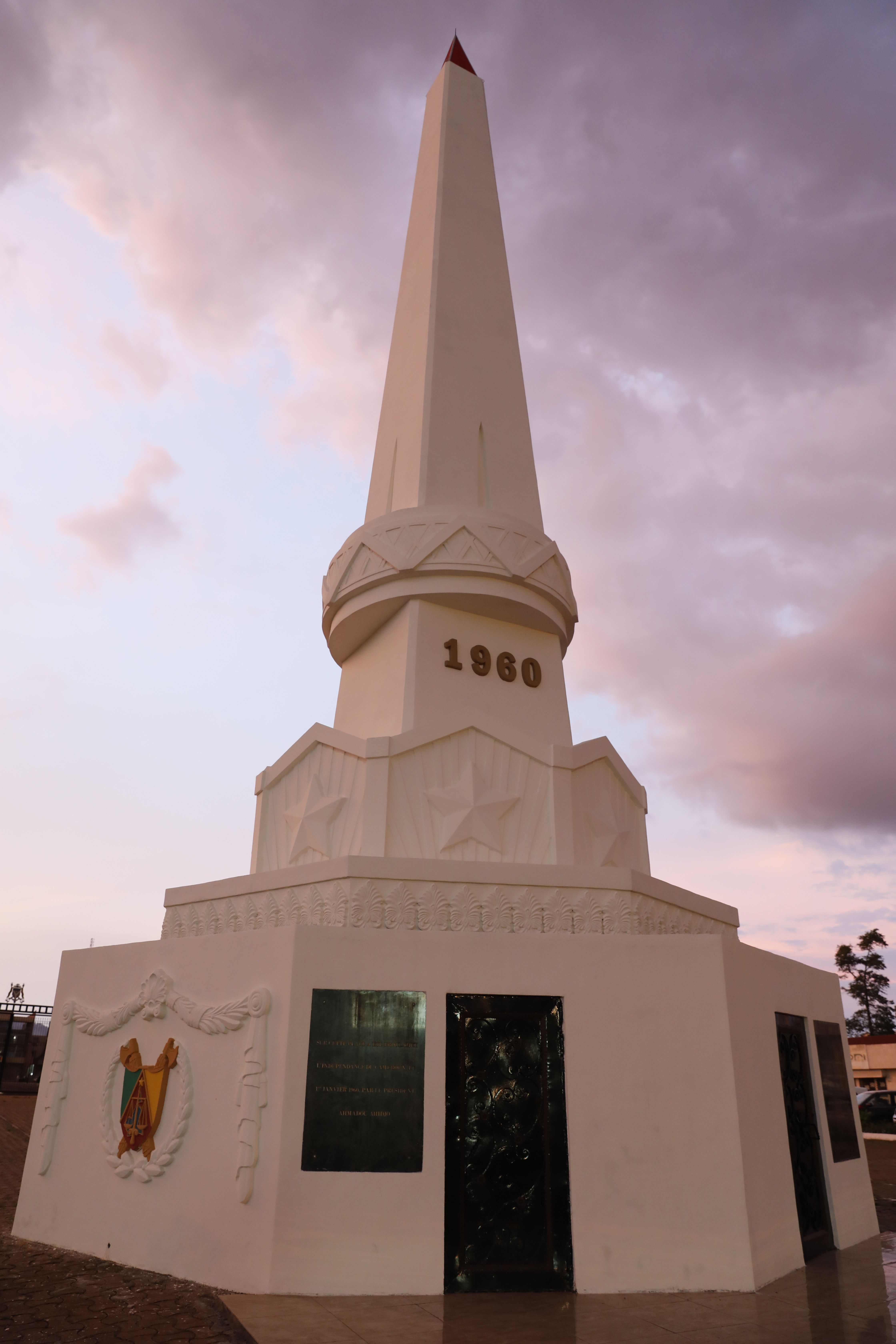
Place de l'Indépendance.

### Quartiers

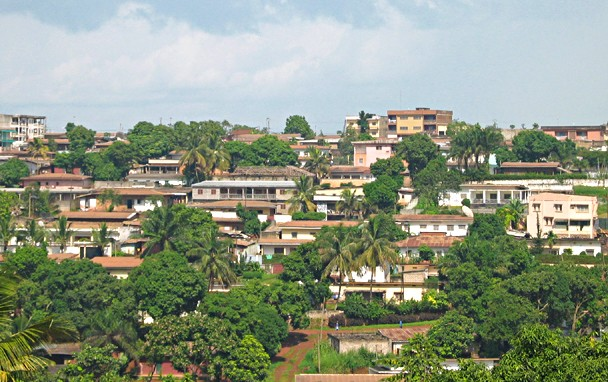
Un quartier verdoyant de Yaoundé.

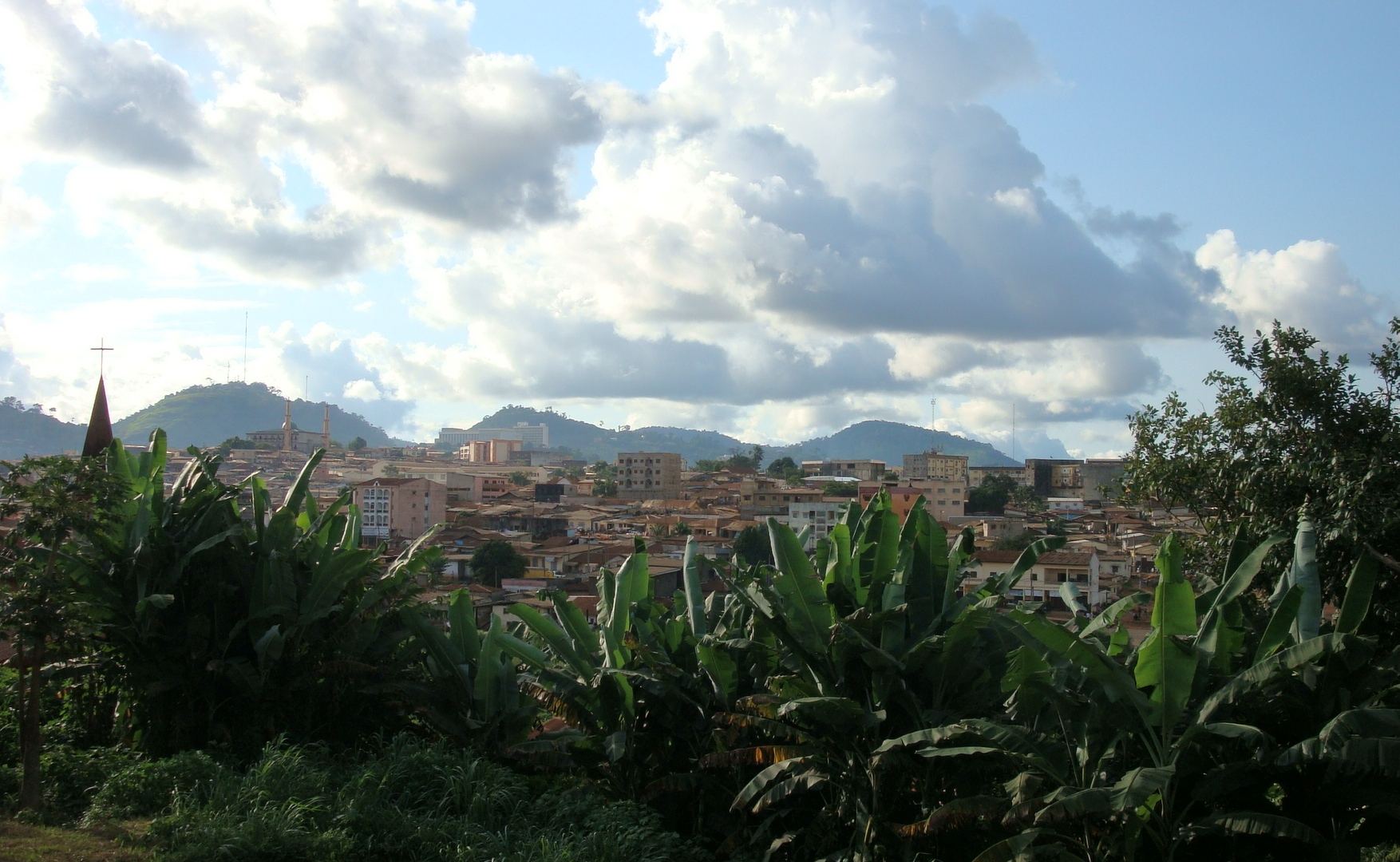
Quartier de la Briqueterie vu depuis l'Hôpital central.

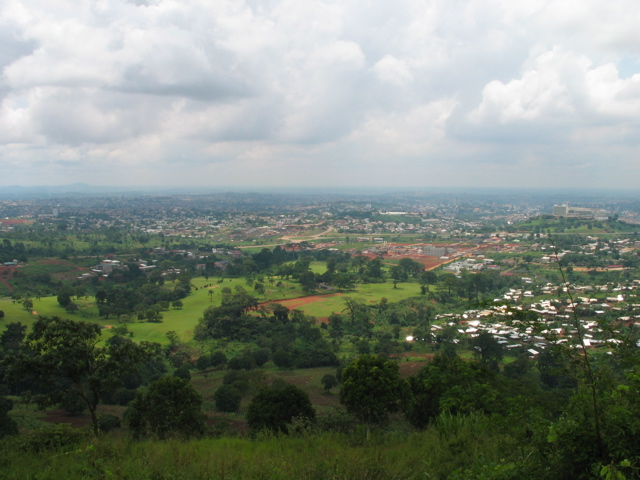
Yaoundé depuis le mont Fébé.

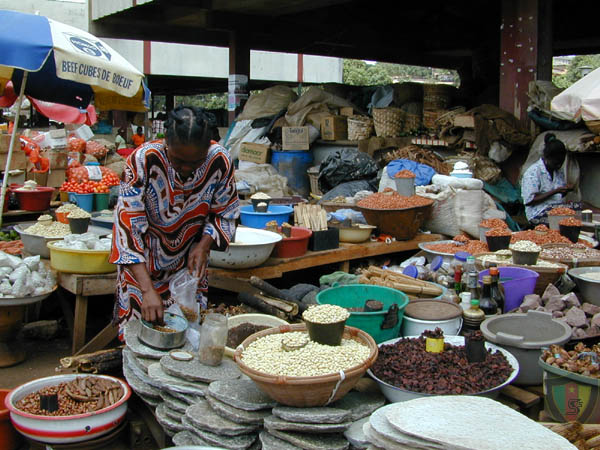
Marché du Mfoundi.

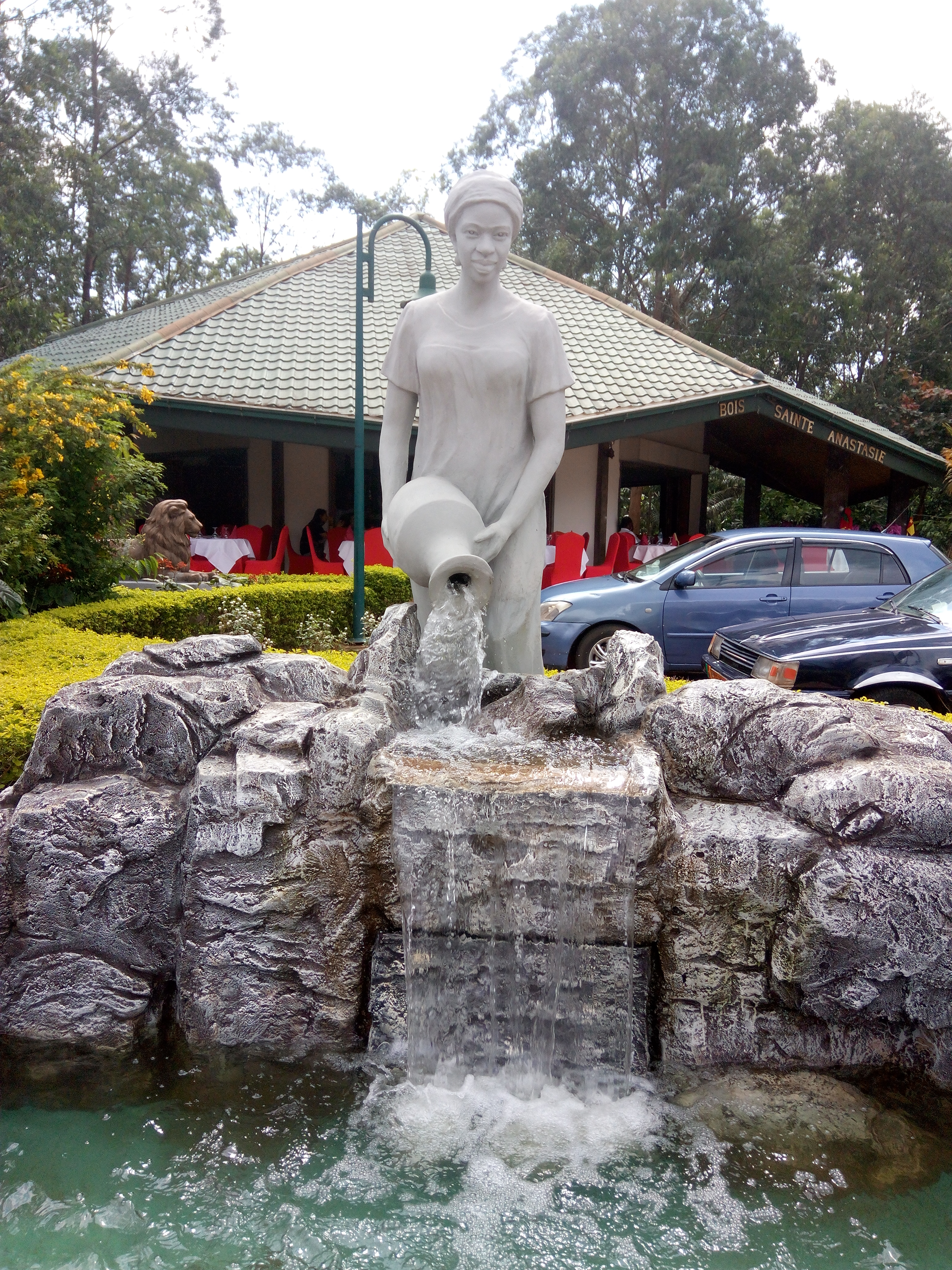
Bois Saint-Anastasie.

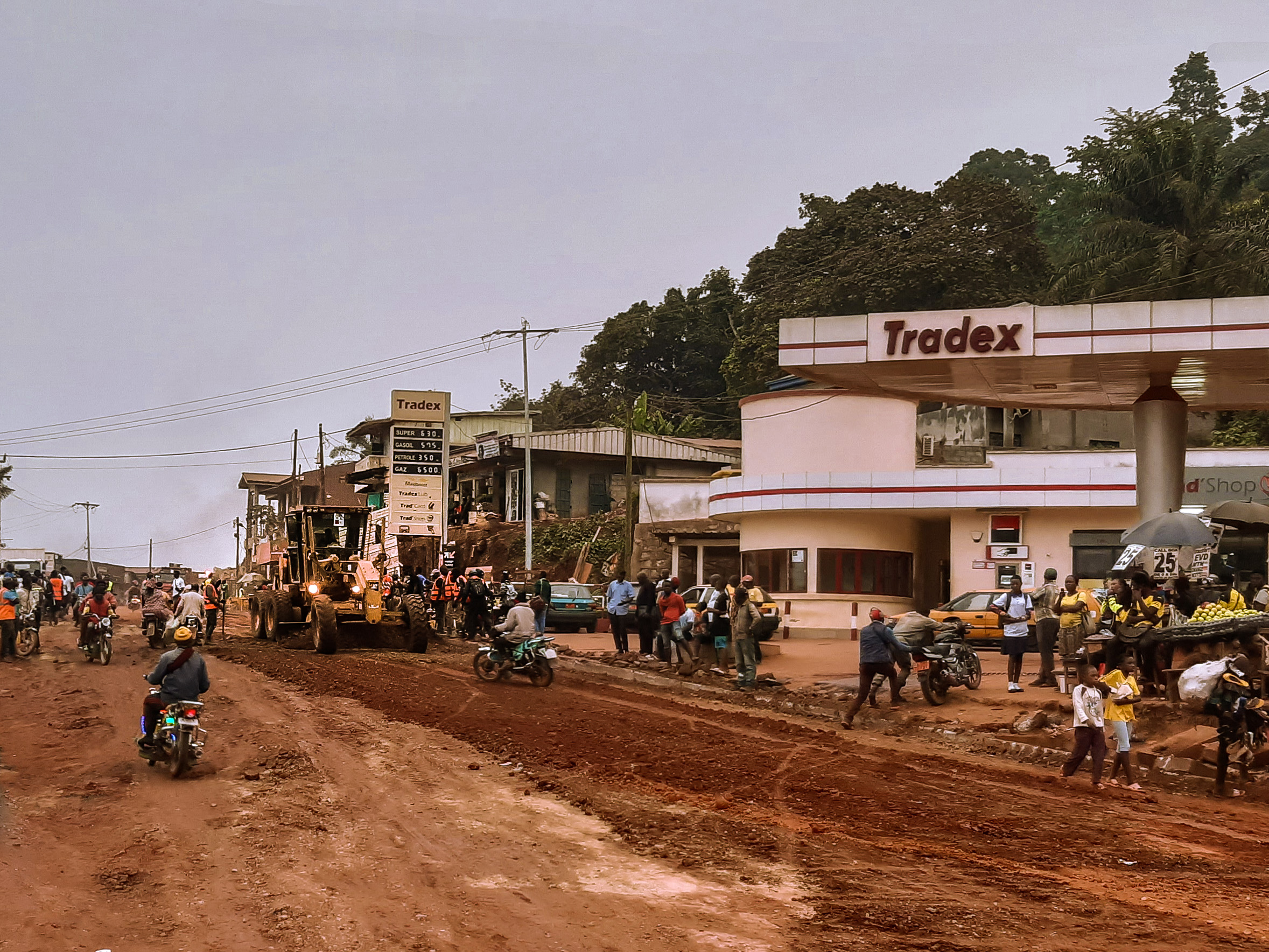
Construction d'une route à Mbankolo.

La ville de Yaoundé est circonscrite dans la communauté urbaine de Yaoundé (CUY) qui est découpée en sept arrondissements :
| Commune d’Arrondissement | Chef-lieu  | Habitants (2005) | Superficie (km²) |
| ------------------------ | ---------- | ---------------- | ---------------- |
| Yaoundé 1                | Nlongkak   | 281 586          | 56,2             |
| Yaoundé 2                | Tsinga     | 238 927          | 23,0             |
| Yaoundé 3                | Efoulan    | 252 501          | 68,2             |
| Yaoundé 4                | Kondengui  | 477 350          | 58,8             |
| Yaoundé 5                | Essos      | 265 087          | 25,9             |
| Yaoundé 6                | Biyem-Assi | 268 428          | 22,2             |
| Yaoundé 7                | Nkolbisson | 97 997           | 35,3             |

Il existe plus d'une centaine de quartiers, dont :
- Anguissa : c'est le cœur du quatrième arrondissement de Yaoundé. Ce quartier abrite le Stade Malien qui est un des plus grands monuments du sport camerounais avec le mythique Canon de Yaoundé qui s'y entraîne. Ce quartier a aussi abrité le chef de l'État Paul Biya quand il était Premier Ministre. Parmi les personnalités qui y demeurent et qui ont vécu à Anguissa, on peut citer : Mbombock Mayi Matip - le footballeur et entraîneur international Jean-Paul Akono - le footballeur international Pierre Womé - le musicien Simon Messanga - le rappeur Hi Mongo Nam - le footballeur Serge N'Gal - le basketteur Gaston Essengue, etc.
- Bastos : quartier résidentiel chic au nord de Yaoundé et siège de multiples restaurants et de plusieurs ambassades.
- Biyem-Assi : quartier populaire dont la population s’est fortement densifiée depuis les années 1980. Le quartier tire son nom du cours d'eau qui le traverse.
- Briqueterie : également appelé « La Brique », grand quartier populaire, situé au centre, quartier abritant une forte communauté musulmane.
- Camp SIC hippodrome : vieux quartier résidentiel, situé dans l'ancien centre-ville, abritant deux ministères : le Ministère de la Communication et le Ministère des Arts et de la Culture.
- Elig Edzoa : grand quartier populaire de la ville avec ses célèbres vendeurs de chaussures et de friperies. Ce quartier ainsi que Bata-Nlongkak sont connus comme les quartiers les plus dangereux de la capitale.
- Etoudi : quartier au nord de Yaoundé abritant d'un côté la gare routière pour se rendre à l'ouest du pays avec sa vie nocturne mouvementée et la présidence de la république du Cameroun.
- Bata-Nlongkak : quartier au cœur de Yaoundé abritant les services du Gouverneur de la province du Centre de la république du Cameroun. Une grande partie de ce quartier, appelée Ntaba, a été détruite le 29 juillet 2008.
- Essos : grand quartier populaire du centre-est de Yaoundé. Très animé avec les snack-bar.
- Koweit city : nouveau quartier très huppé d'Odza où s'installent les nouveaux riches, tels que les footballeurs.
- Mimboman : quartier résidentiel et populaire du centre-est de Yaoundé, abrite la gare routière de l'Est.
- Madagascar : quartier populaire du nord-ouest de Yaoundé.
- Mendong : situé au sud-ouest de Yaoundé, le quartier s'est développé tout autour du camp SIC construit au début des années 1980. Mendong abrite un lycée et plusieurs établissements privés d'enseignement secondaire, ainsi que deux écoles maternelles publiques, une école primaire publique et plusieurs écoles maternelles et primaires privées. Mendong compte une gendarmerie et un commissariat de police, ce qui fait de lui un quartier relativement sécurisé.
- Mokolo : quartier commercial du centre-ouest de Yaoundé, Mokolo abrite le grand marché de Yaoundé et plusieurs marchés en bordure de route. Commerçants et automobiles s'y disputent la chaussée. Ce quartier très dense regroupe une population diverse.
- Ngousso : quartier du nord-est de Yaoundé. Il est le siège de l'hôpital général de Yaoundé.
- Kondengui : quartier au sud-est de Yaoundé abritant la prison centrale de Yaoundé, de loin la plus célèbre prison du Cameroun.
- Obili : quartier de l'ouest de Yaoundé. Il abrite l'IRIC (Institut des relations internationales du Cameroun). Le nom Obili vient de l'ewondo et signifie « obligé » en français. Au milieu des années 1950, les populations Mvog Atemengue vivant sur le plateau Atemengue (Ngoa Ekélé) ont été obligées de quitter les lieux et de s'installer plus bas, d'où l'appellation « Obili ». Il est situé à côté du quartier Ngoa-Ekélé. Obili est un quartier très développé sur le plan économique car peuplé de bars et de boutiques. C'est un quartier peuplé d'étudiants avec une forte représentation des anglophones.
- Omnisports : grand quartier situé au nord de Yaoundé abritant le Stade Ahmadou-Ahidjo. C'est le stade le plus célèbre de Yaoundé.
- Santa Barbara : nouveau quartier huppé de Yaoundé où habitent des gens appelés communément au Cameroun les « nouveaux riches ».

Autres quartiers
- Emana
- Camp-Sonel
- Etoa-Meki
- Mvog Atangana Mballa
- Mvog-Betsi
- Mvog-Mbi
- Olembé
- Olezoa
- Ekounou
- Elig Essono
- Ekoudou
- Mvan
- Etoug-Ebe
- Melen
- Mini-ferme
- Cité Verte
- Oyom-Abang
- Nkolbisson
- Nyom
- Simbock
- Ngoa Ekélé
- Mvolyé
- Damas
- Obobogo
- Tam-Tam Weekend
- Maison Blanche
- Nsimeyong
- Tsinga
- Nkom Kana
- Carrière
- Mvog-Ada
- Odza
- Mbankolo
- Jean-Vespa
- Mballa 2
- Tongolo
- Nkol-Ewoue
- Nkolndongo
- Mimboman
- Eleveur
- Messa
- Nkomo
- Emonbo
- Biteng
- Fouda

## Jumelage
| Ville | Ville    | Pays | Pays   | Période     |
| ----- | -------- | ---- | ------ | ----------- |
|       | Shenyang |      | Chine  | depuis 2003 |
|       | Udine    |      | Italie | depuis 2008 |
|       | Édessa   |      | Grèce  | depuis 2007 |

L'arrondissement de Yaoundé IV est jumelé avec la ville de Montargis (Loiret, France).

## Médias
Beaucoup de médias publics et privés cohabitent à Yaoundé, qu'il s'agisse de chaînes de télévision, de chaînes de radio ou de la presse écrite.
Quelques chaînes de télévision camerounaises recevables à Yaoundé ou émettant depuis Yaoundé : CRTV, Spectrum Télévision (STV 1 et STV 2), Canal 2 International, Ariane TV, New TV. Toutefois, de nombreux foyers reçoivent les chaînes de télévision étrangères grâce à la câblodistribution ou au satellite.
Quelques radios camerounaises recevables à Yaoundé ou émettant depuis Yaoundé : FM 94, RTS, Magic FM, TBC, CRTV radio poste national, CRTV radio chaîne du centre, radio Venus. Il existe dans ce sillage des radios thématiques comme Radio Environnement (qui s’occupe de la protection de la nature et dirigée par l’UICN Afrique centrale), Radio « Il est écrit », Radio Bonne Nouvelle, Radio Reine, Voice of the Cross, etc. (des radios chrétiennes).
Quelques journaux écrits camerounais accessibles à la population de Yaoundé : Cameroon Tribune, Le Messager, Mutations, Nouvelle expression, Le Jour, Repères, The Post Newspaper, The Guardian Post.
Quelques sites d'information en ligne accessibles à la population : AfricaPresse.com, CameroonOnline.org, CamerounVoice.com.

## Loisirs

### Ya-Fe, Yaoundé en fête
La communauté urbaine de la ville de Yaoundé a mis en place un programme de divertissement qui a lieu généralement au mois de décembre sur le boulevard du 20 mai. En forme longue, l’événement est appelé « Yaoundé en fête » abrégé « Ya-Fe ».

### Cinéma
La dernière salle de cinéma en activité, le cinéma Abbia, à proximité du marché Central, a fermé en 2009. Les autres salles, comme le Capitol, ont fermé depuis plusieurs années[Quand ?]. L'Institut français du Cameroun (ex Centre Culturel François Villon), dans l'alignement de l'avenue Kennedy, possède une salle de cinéma et spectacles. Il présente souvent des films ou dessins animés destinés à la jeunesse le mercredi. Aussi, depuis 2016, Canal Olympia a ouvert ses portes au Campus Universitaire de Yaoundé I, où il projette des films chaque semaine.

### Centres culturels, restaurants et boîtes de nuit
L'Institut culturel français (avenue Kennedy) et le Goethe-Institut Kamerun situé à Bastos projettent toutes les semaines des films ou assurent des spectacles (théâtres, concerts) ou conférences. L'on peut aussi faire un tour au centre culturel camerounais situé au quartier Nlongkak.
Yaoundé compte beaucoup de restaurants et de boîtes de nuit. Quelques boîtes de nuit très connues sont le Katios, la Sanza, le Safari, le Mvet, le Balafon Olympique. Il existe aussi des cabarets : la terre battue, El pachinko, Carossel et Le Club Bantou ou l'on peut voir des artistes de la place en live sur scène.
Chaque année se déroule à Yaoundé la célèbre « chasse au sanglier ». Un grand nombre de danses traditionnelles sont exécutées autour du sacrifice.

### Parcs et jardins

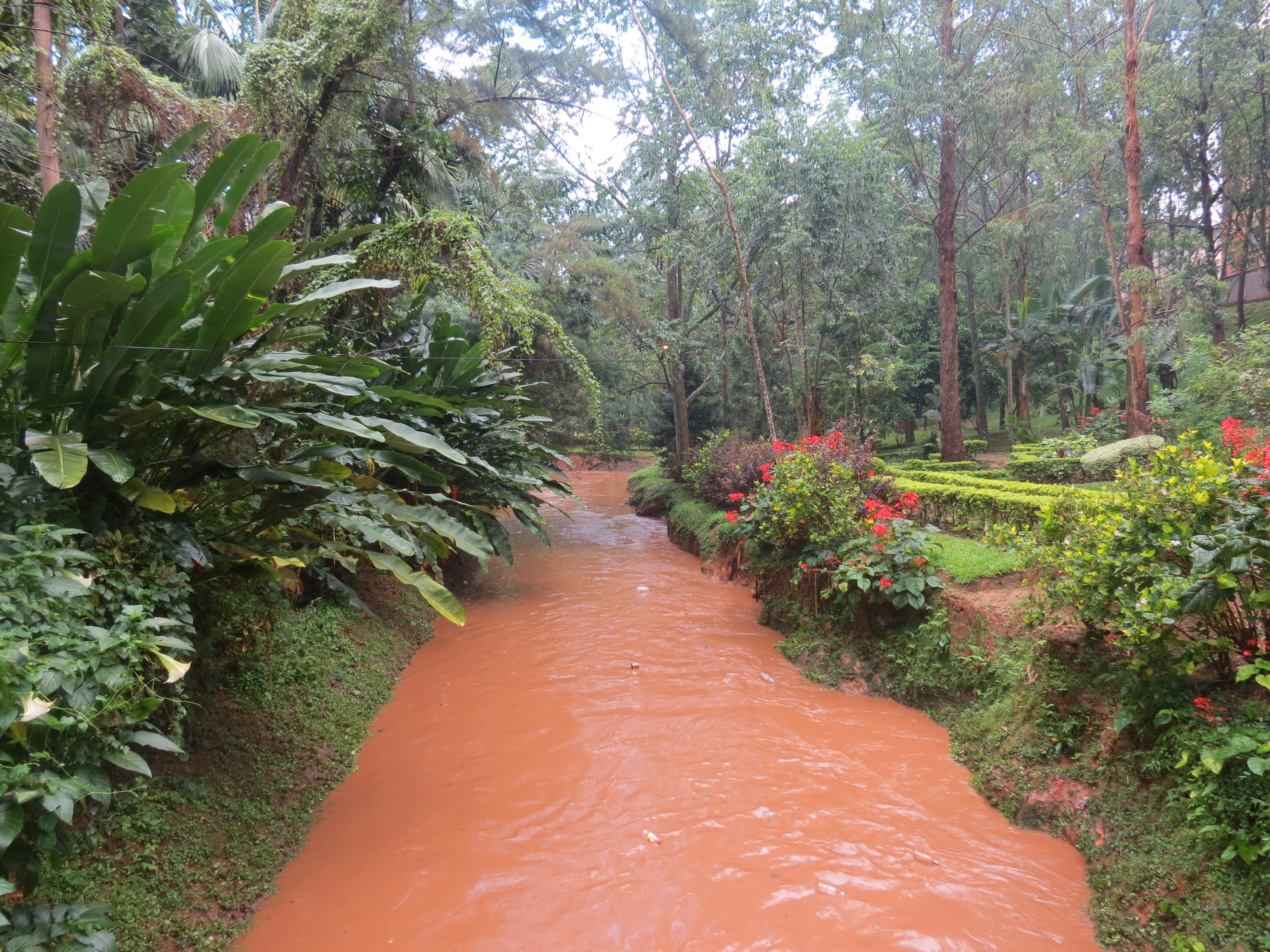
Bois Sainte Anastasie.

Yaoundé est une ville verdoyante. On peut y voir beaucoup d'espaces verts. En outre, il existe quelques parcs et jardins publics. Il s'agit entre autres du petit jardin public entourant le monument Charles Atangana au centre-ville, le jardin public à  proximité de l'Hôtel de ville, le jardin public du quartier Fébé et tout autour du Palais des Congrès.
Il existe aussi quelques parcs d'attraction : le parc d'attraction de Djoungolo (parc Kiriakides), le bois Sainte-Anastasie situé au carrefour Warda.

## Tourisme

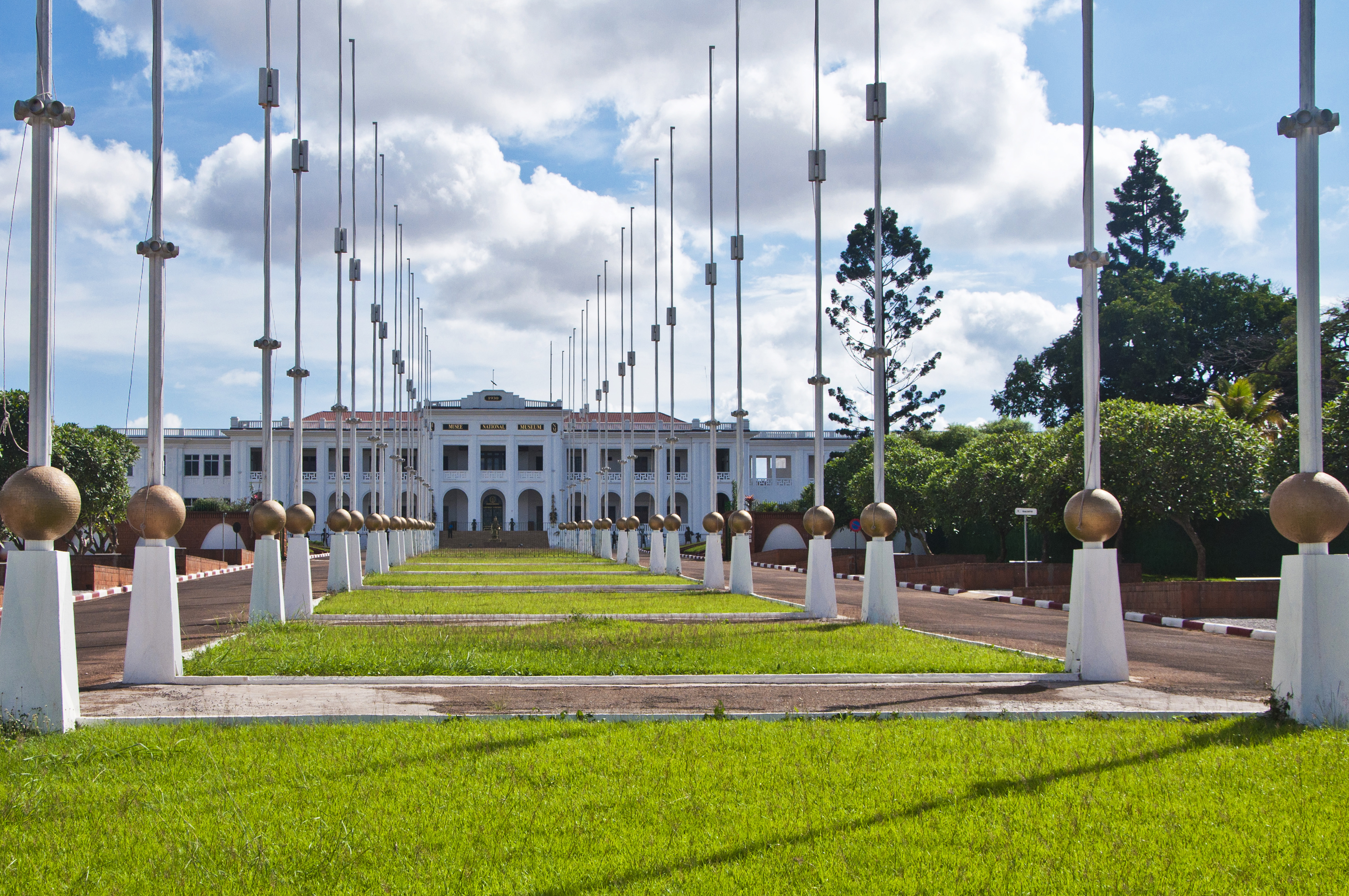
Musée national du Cameroun.

Le monument de la Réunification.

Quelques sites ou monuments à visiter à Yaoundé sont :
- Le Musée national du Cameroun, situé au centre-ville ;
- Le monument de la réunification, près de l'Assemblée nationale ;
- Le Lac municipal de Yaoundé situé au centre administratif ;
- Le mont Fébé ;
- Le marché d'œuvres artisanales situé à la montée Anne-rouge, centre-ville ;
- Le palais de Charles Atangana (bâtiment historique de la chefferie Ewondo à Efoulan) ;
- Le parc zoo-botanique de Mvog-Betsi ;
- La Cathédrale Notre-Dame-des-Victoires de Yaoundé située au centre-ville ;
- La Basilique Marie-Reine-des-Apôtres de Mvolyé (sanctuaire marial sur la colline de Mvolyé) ;
- Le Centre culturel camerounais situé au quartier Nlongkak ;
- Le marché Mokolo ;
- Le monument Charles Atangana situé au centre-ville ;
- L’hôtel de ville et les monuments environnants, au quartier Hippodrome ;
- Le musée d'art camerounais au monastère des bénédictins du mont Fébé ;
- Les stèles du Dr Eugène Jamot ;
- La chapelle EPC de Djoungolo ;
- Le Bois Sainte-Anastasie situé au centre-ville ;
- Le Palais des Congrès à Tsinga, qui offre un panorama sur toute la ville ;
- Le Mont Eloundem (au sud-ouest de la ville).

## Galerie

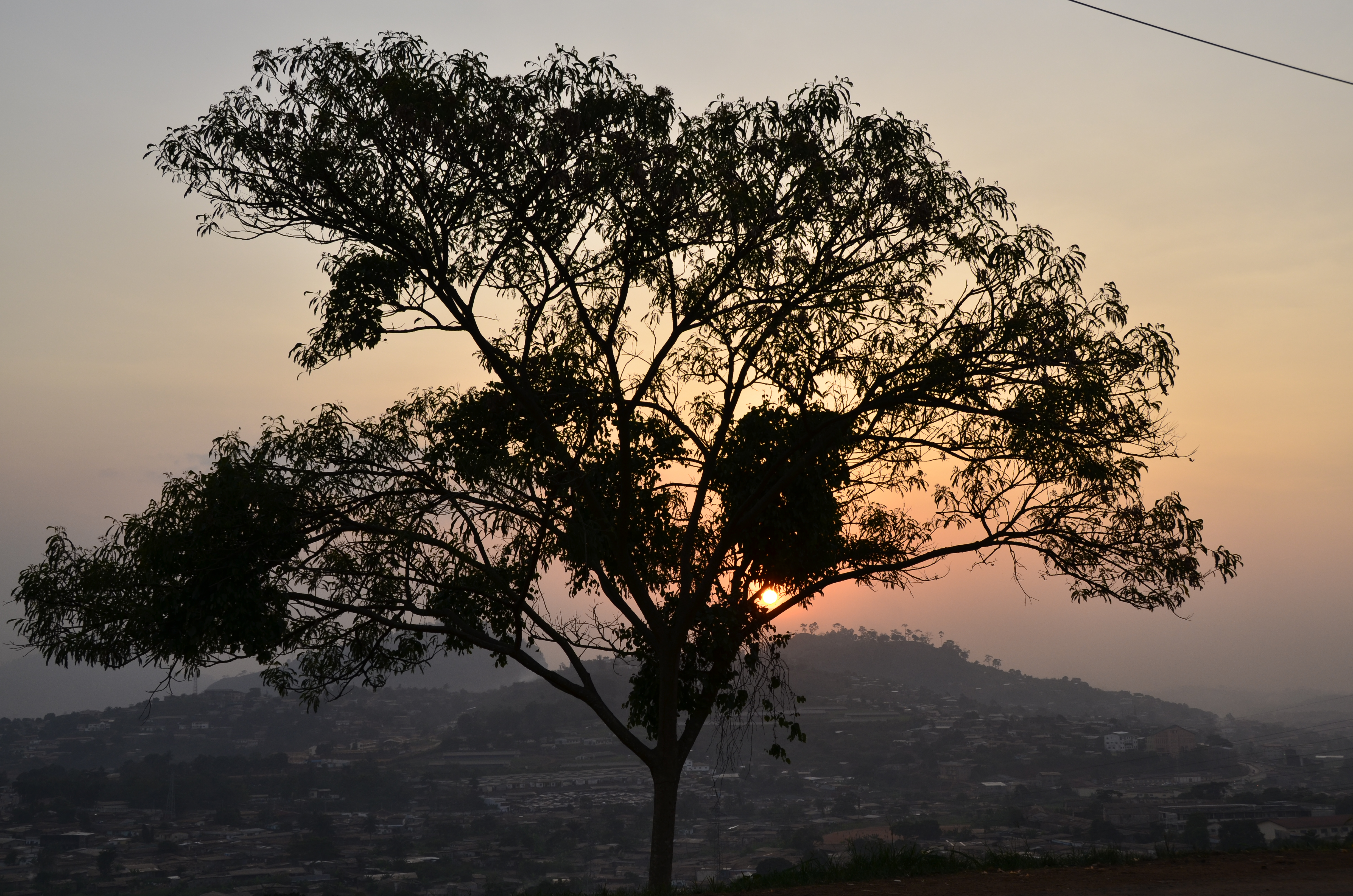
Coucher de soleil sur la ville aux sept collines.
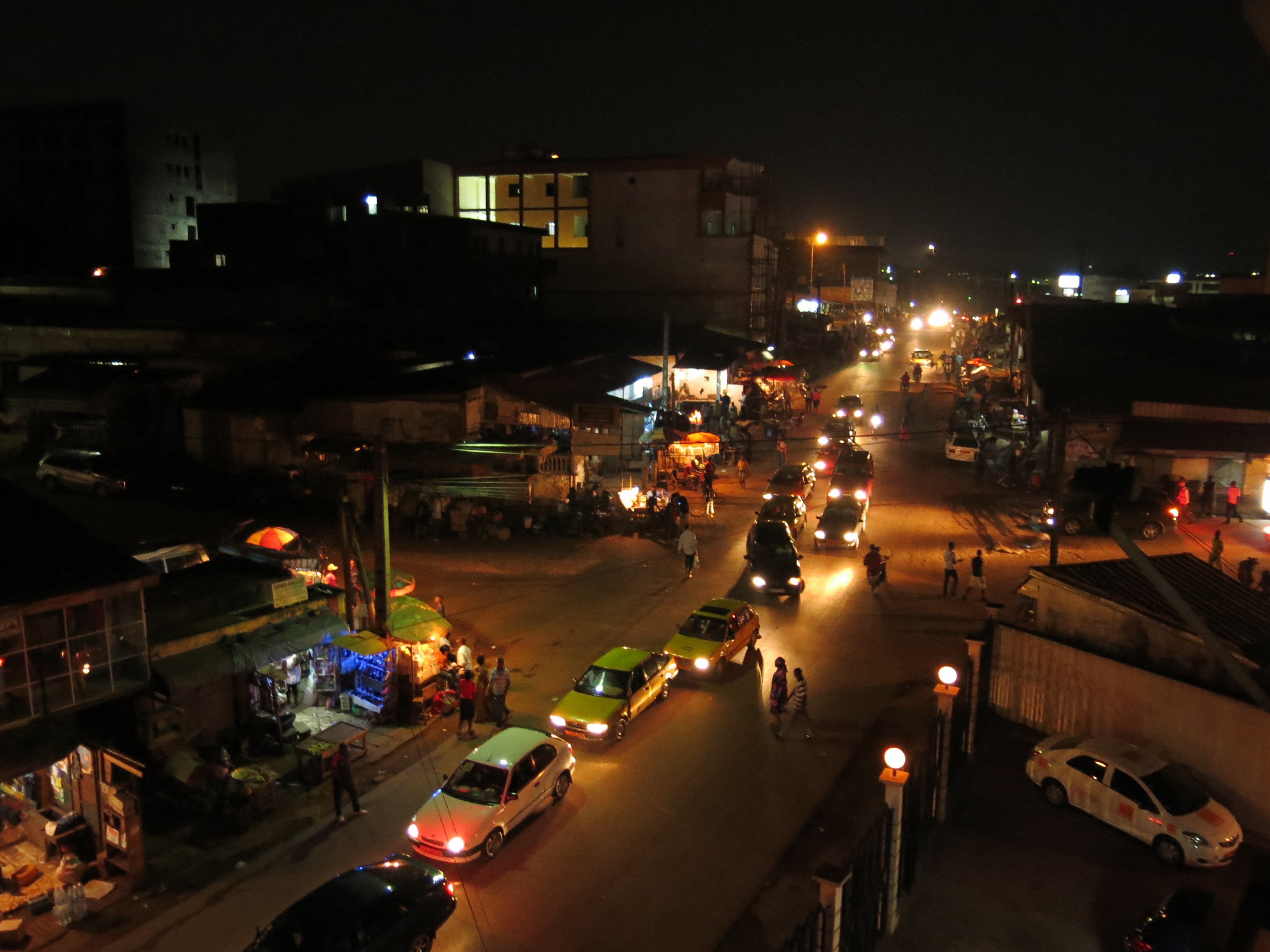
Yaoundé la nuit.
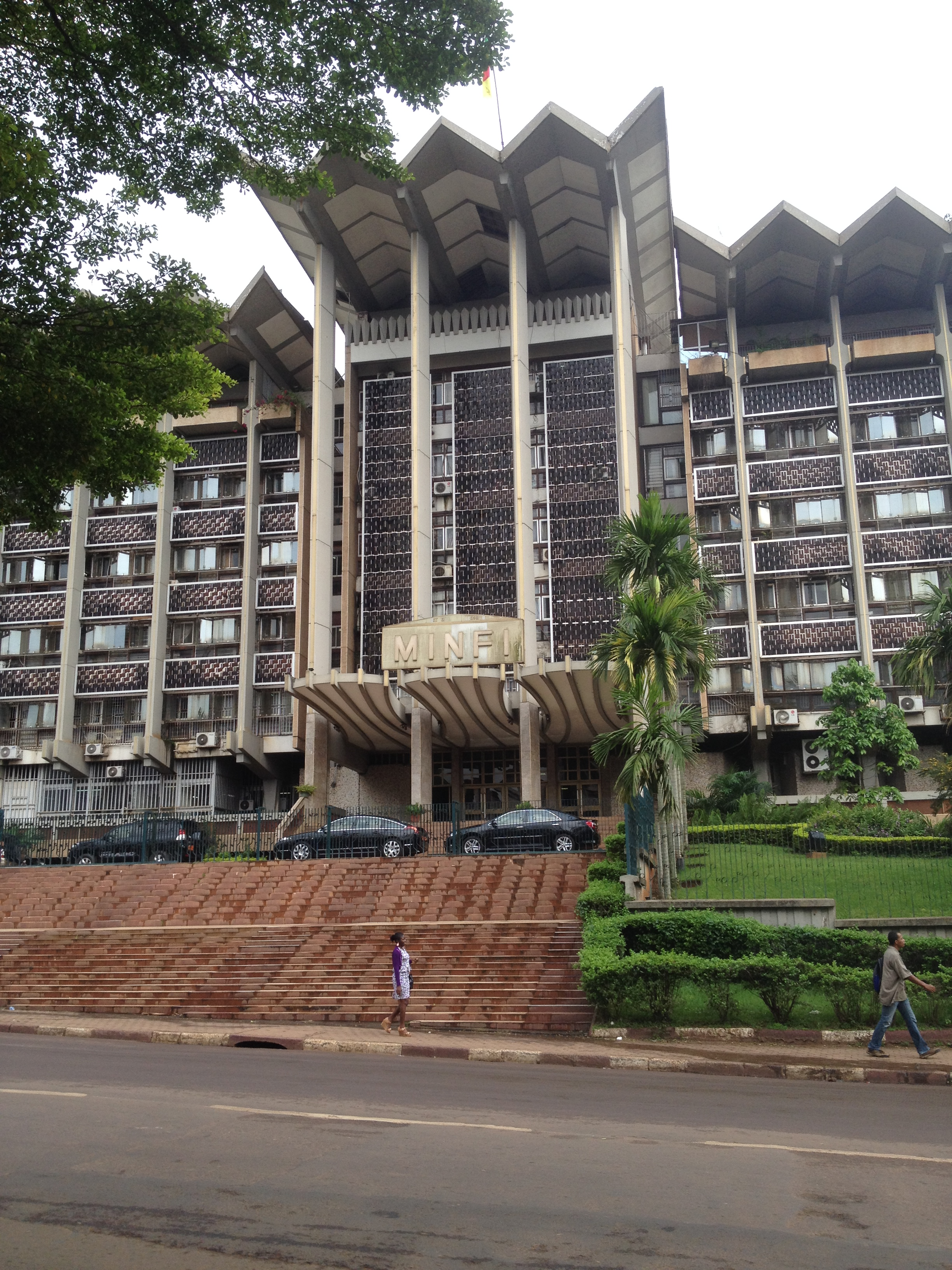
Le Ministère des finances.
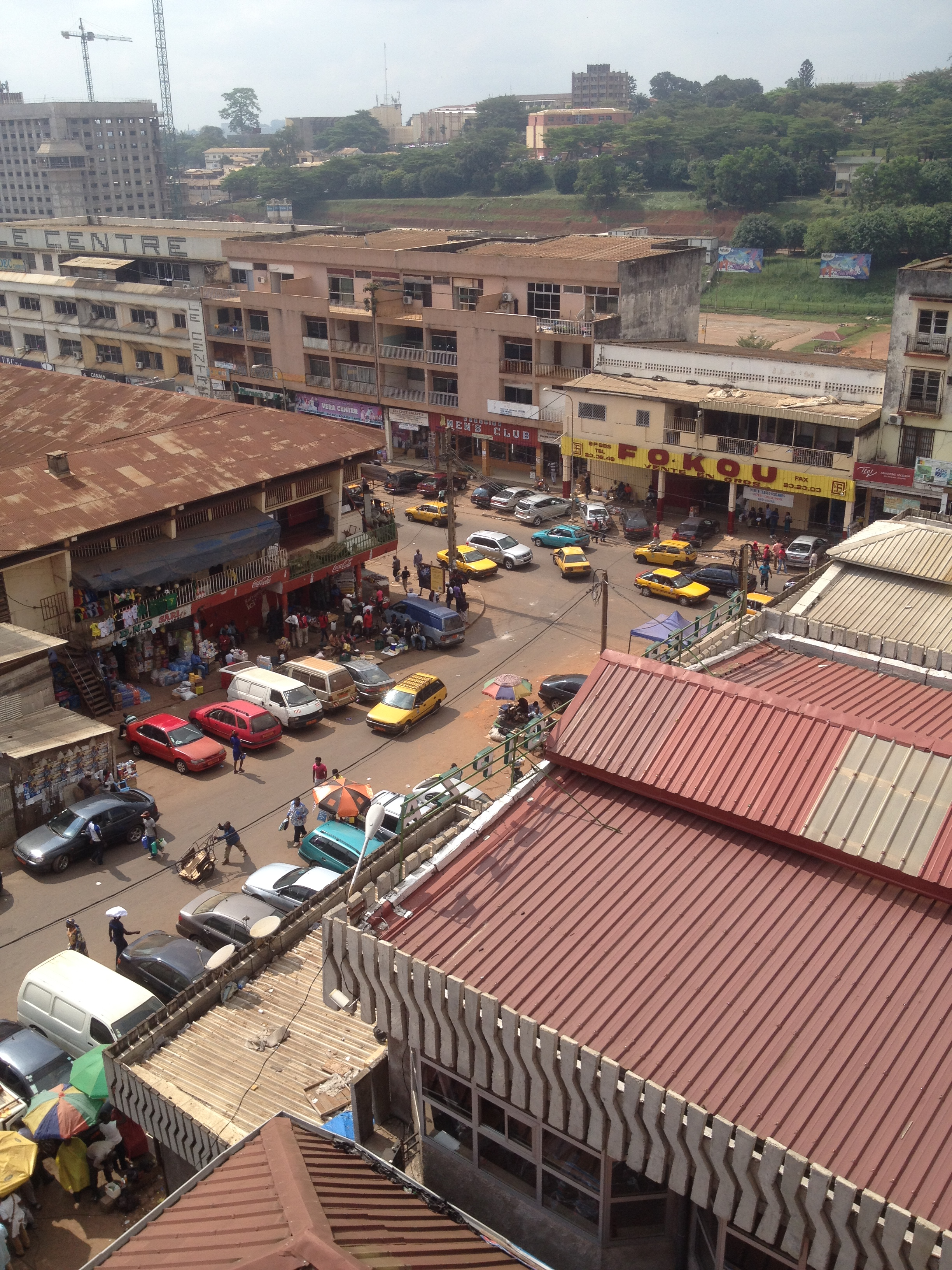
Une rue agitée au centre-ville.
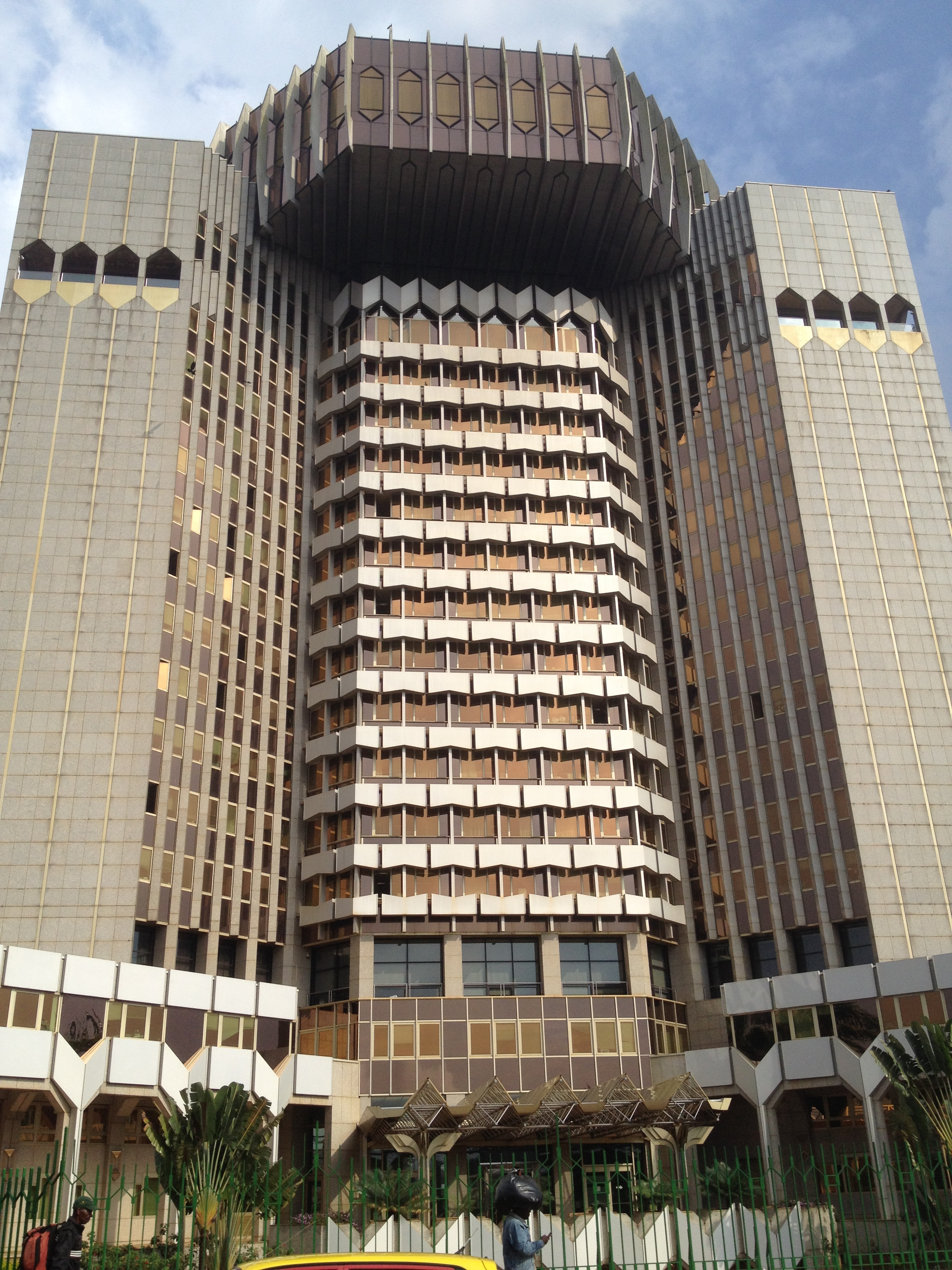
Le siège de la BEAC.
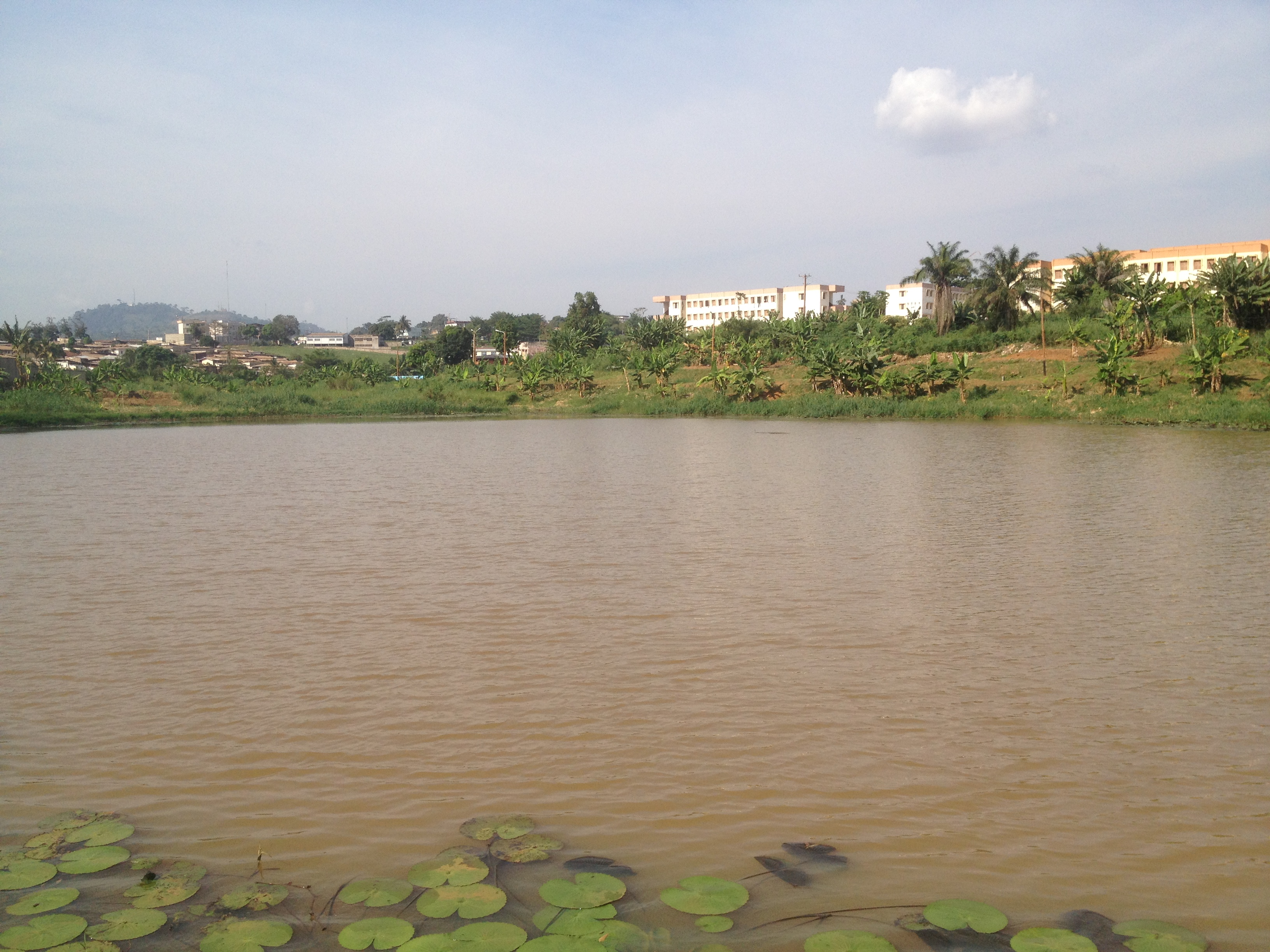
Le Lac à Bonamoussadi.
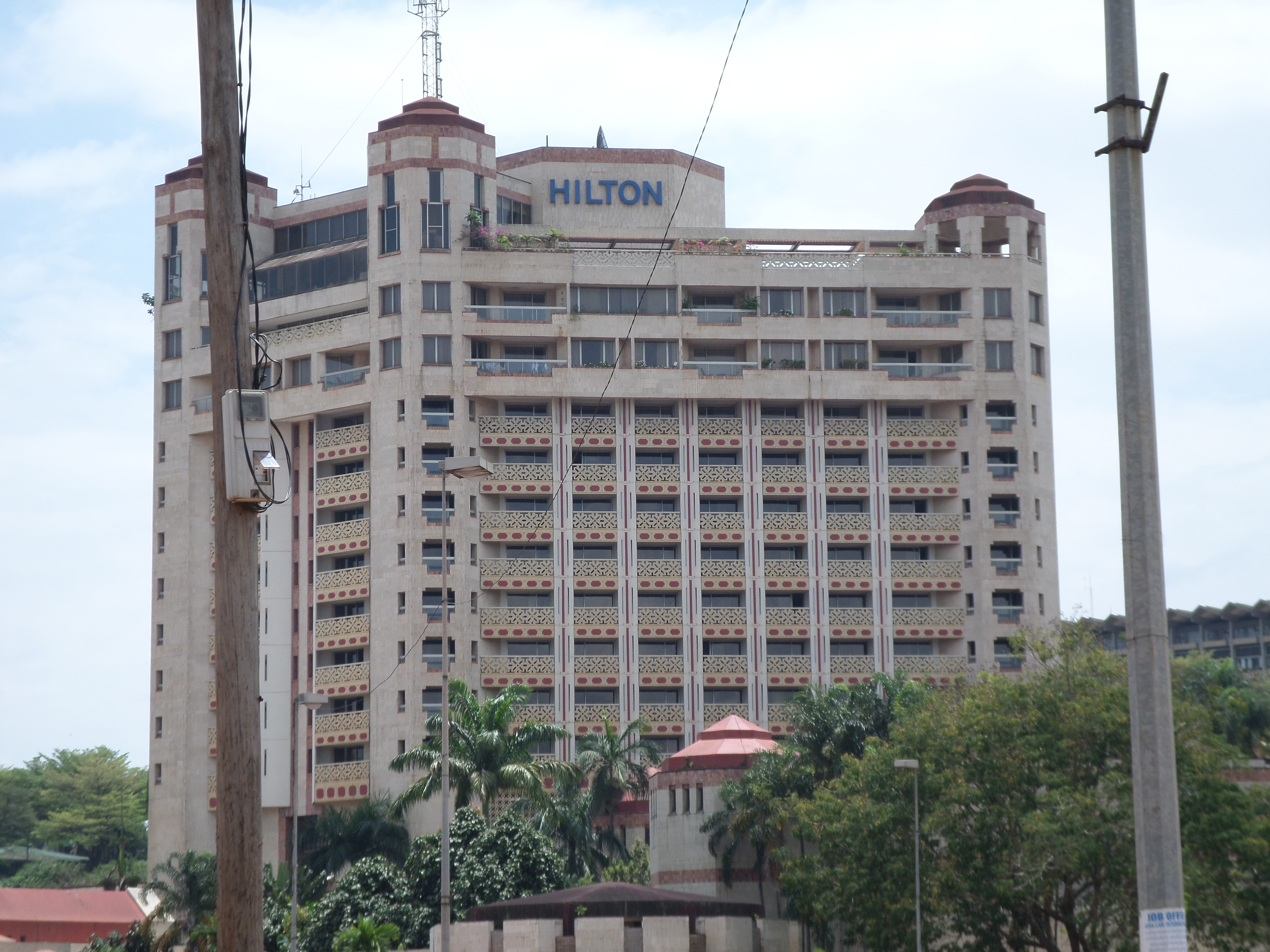
Hôtel Hilton Yaoundé.
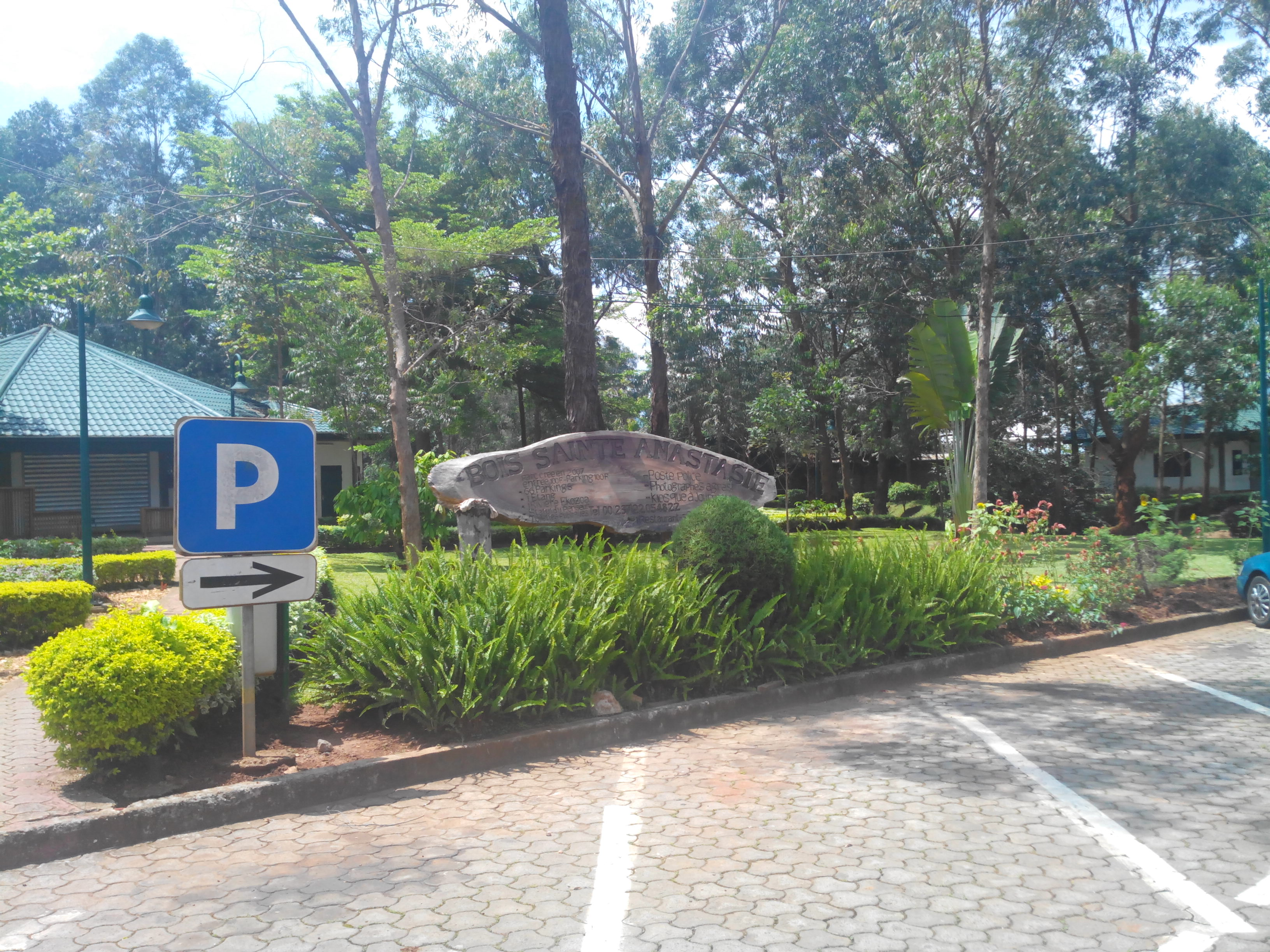
Entrée Bois Sainte-Anastasie.
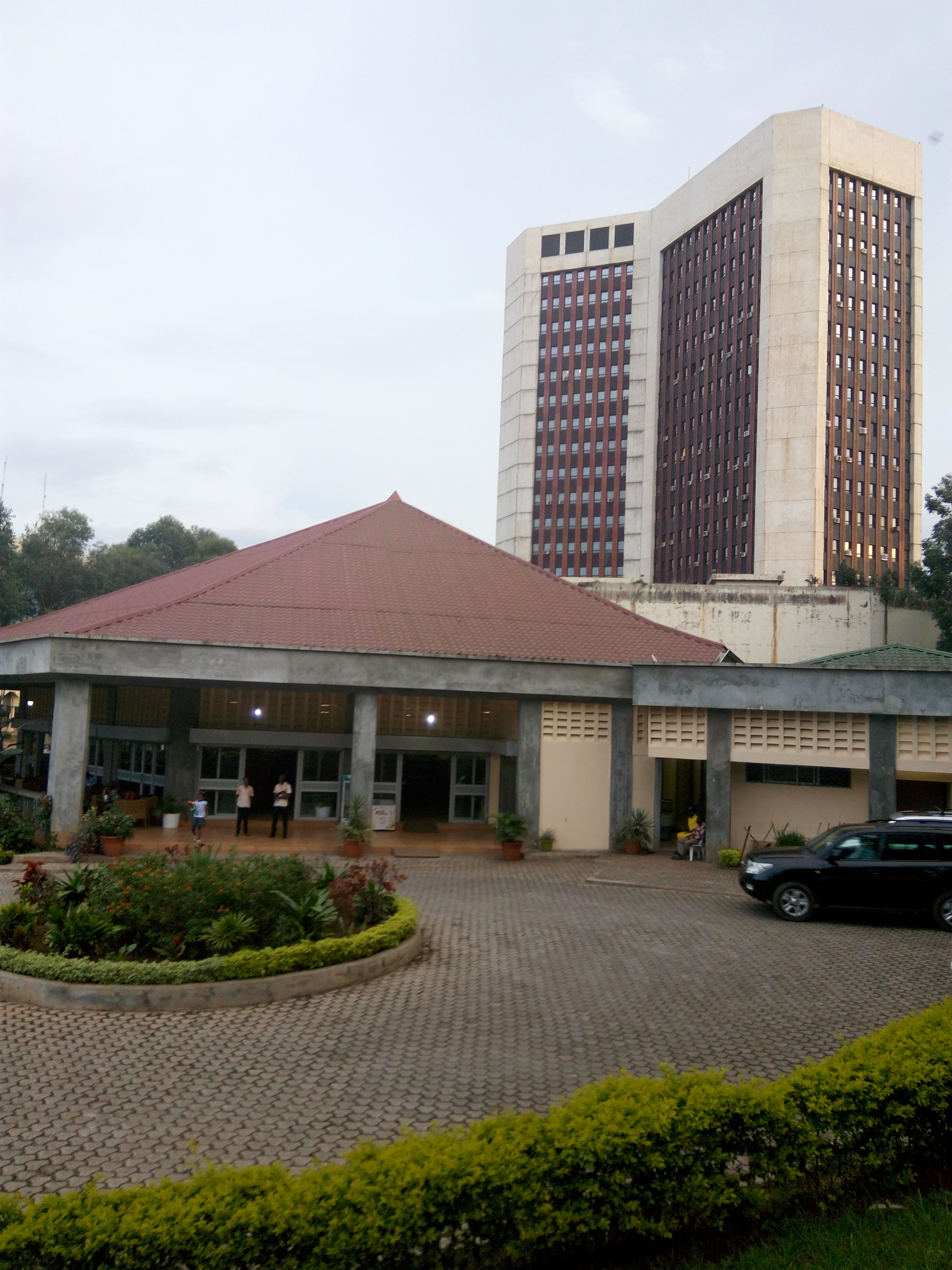
Les Cascades du Mfoundi.

## Sport

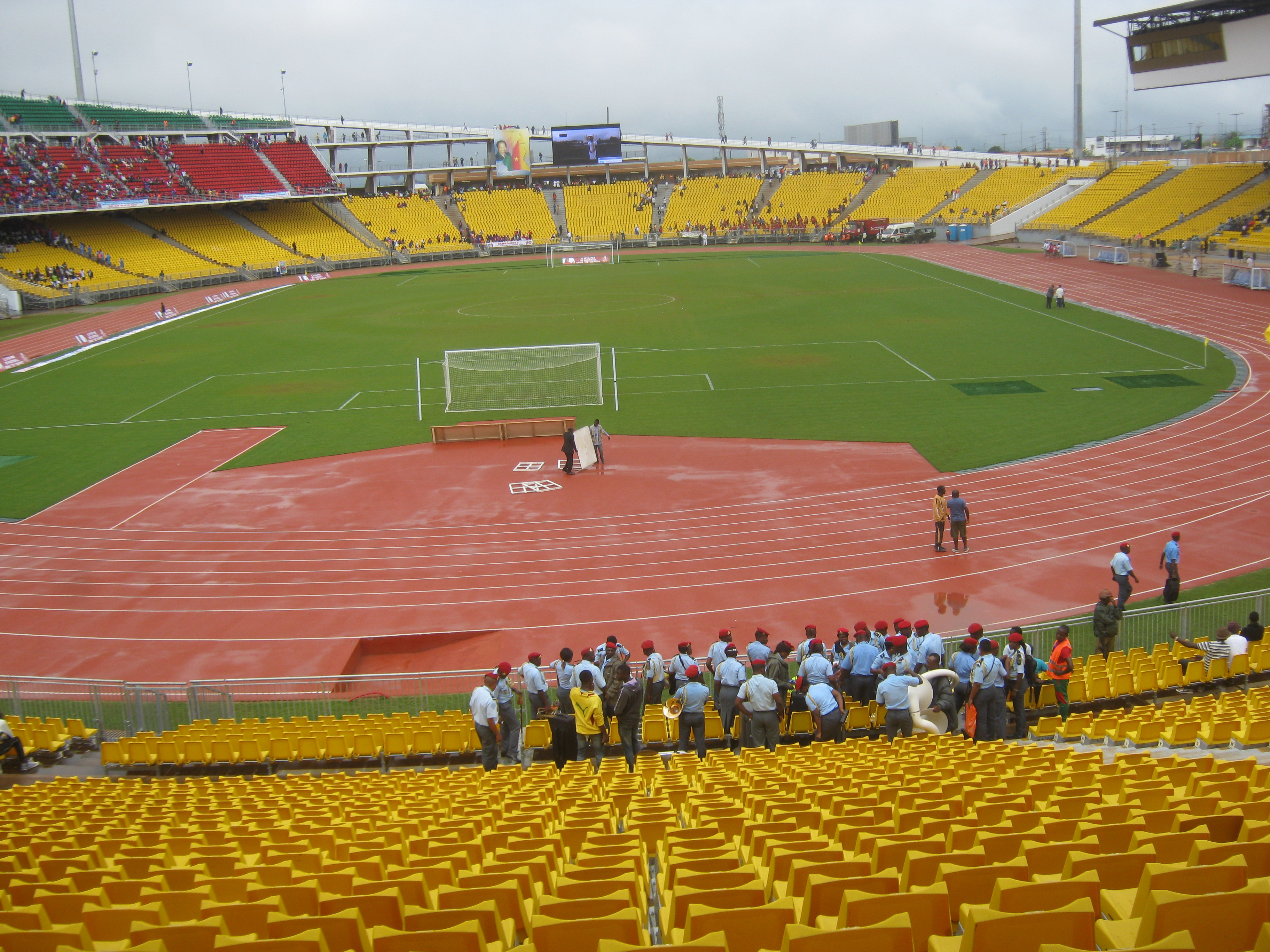
Stade Omnisports Ahmadou-Ahidjo.

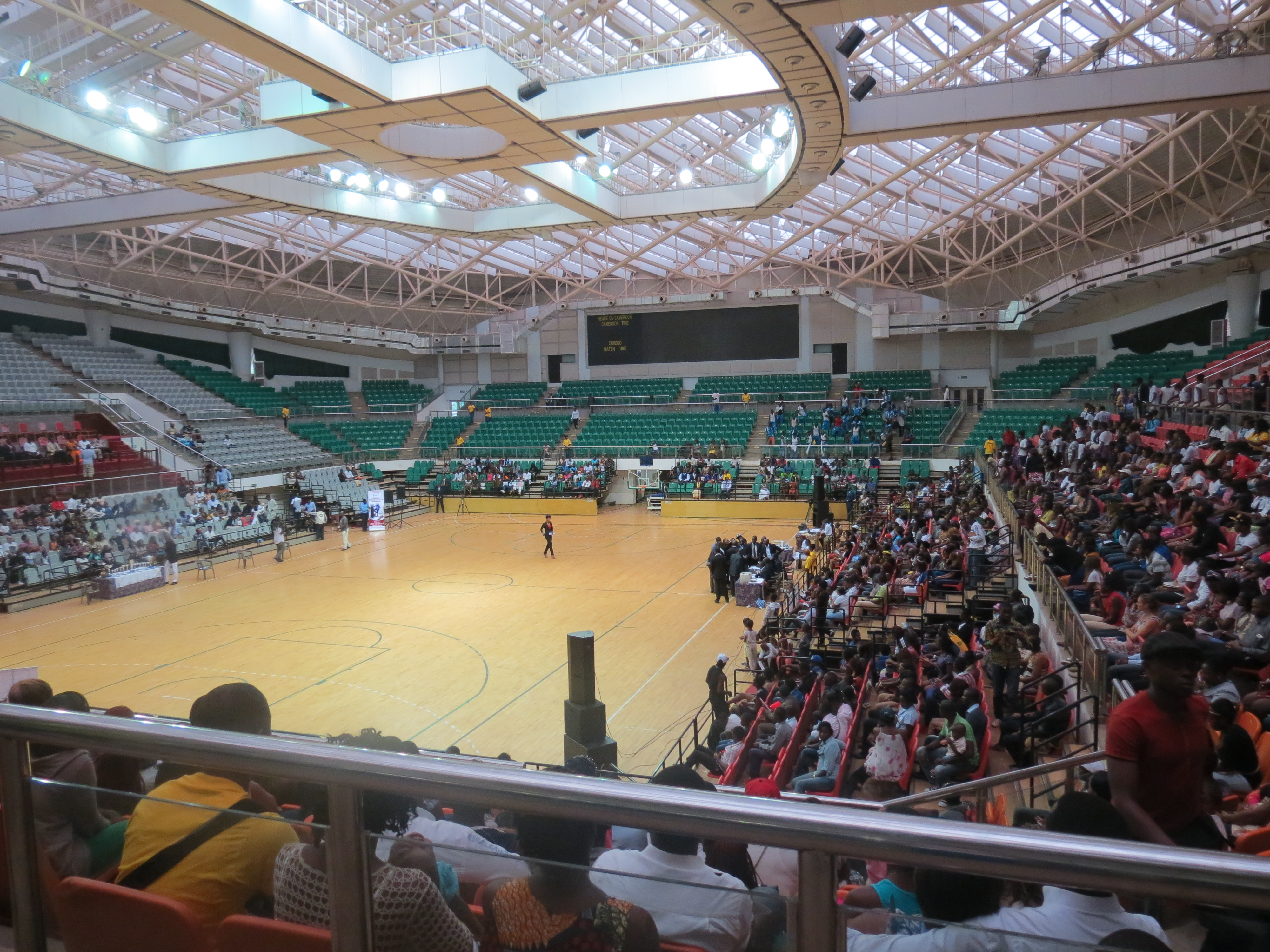
Palais des sports de Yaoundé.

### Équipements sportifs
- Palais des Sports de Warda
- Stade Omnisports Ahmadou-Ahidjo
- Stade de football d'Olembe

### Clubs de sport
Baseball :
- Yaoundé Tigers Baseball Club

Tennis :
- Club de Tennis Yannick Noah (aussi appelé Club Noah). Centre de sports et de loisirs comportant également une piscine, créé par Zacharie Noah (père du célèbre joueur de tennis franco-camerounais Yannick Noah).

Football :
- Canon Yaoundé
- Olympique Mvolyé
- Prévoyance Yaoundé
- Tonnerre Yaoundé

## Personnalités liées à la commune
- Thérèse Kuoh-Moukouri (1938-), femme de lettres.
- John Ebong Ngole (1940-2020), homme politique camerounais, y est mort.
- Marie-Thérèse Assiga Ahanda (1941-2014), femme de lettres et cheffe suprême des peuples Ewondo et Bané.
- Frieda Ekotto (1959-), romancière et critique littéraire.
- Yves Michel Fotso (1960-), homme d'affaires.
- Stephen Tataw (1963-2020), footballeur camerounais.
- Gaston-Paul Effa (1965-), écrivain et enseignant en philosophie lorrain d'origine camerounaise.
- Jean-Pierre Bekolo (1966-), auteur camerounais.
- Severin Kezeu (1967-), inventeur camerounais.
- Amobé Mévégué (1968-2021), journaliste franco-camerounais.
- Patrice Nganang (1970-), écrivain camerounais.
- Christelle Noah (1987-), entrepreneure et éditrice
- Lambert Sonna Momo (1970-), chercheur, inventeur, expert en cybersécurité.
- Emmanuel Franck Biya (1971-), personnalité camerounaise.
- Sandra Nkaké (1973-), chanteuse franco-camerounaise.
- Sylvie Nantcha (1974), femme politicienne afro-allemande.
- Marc-Vivien Foé (1975-2003), footballeur camerounais.
- Bonaventure Soh Bejeng Ndikung (1977-), conservateur et commissaire d'exposition.
- Gévrise Émane (1982-), judokate française, triple championne du monde et médaillée olympique.
- Modeste M'Bami (1982-2023), footballeur camerounais.
- Jean II Makoun (1983-), footballeur.
- Anne Féconde Noah (1984-), femme politique camerounaise.
- Veeby (1984-), chanteuse camerounaise.
- Charlotte Dipanda (1985-), chanteuse camerounaise.
- Miss Mahop (1986-), journaliste de télévision camerounaise.
- Samuel Umtiti (1993 à Yaoundé-), footballeur français évoluant au LOSC Lille.
- Joel Embiid (1994-), basketteur.
- Christian M'Billi-Assomo (1995-), boxeur français.
- Breel Embolo (1997-), footballeur international suisse.
- Dencia (1988-), chanteuse
- Dominique Malonga (2005-), basketteuse